# 1975
| [ Edytuj tabelę ]                                                | |
| Przewodniczący Rady Państwa                                      | - 1972 Henryk Jabłoński 1985 |
| Premier Polski                                                   | - 1970 Piotr Jaroszewicz 1980 |
| Prezydent Polski na uchodźstwie                                  | - 1972 Stanisław Ostrowski 1979 |
| Premier rządu RP na uchodźstwie                                  | - 1972 Alfred Urbański 1976 |
| I sekretarz KC PZPR                                              | - 1970 Edward Gierek 1980 |
| Prezydent Afganistanu                                            | - 1973 Mohammad Daud Chan 1978 |
| Przywódca Albanii                                                | - 1944 Enver Hoxha 1985 |
| Premier Albanii                                                  | - 1954 Mehmet Shehu 1981 |
| Prezydent Algierii                                               | - 1965 Huari Bumedien 1978 |
| Premier Algierii                                                 | - 1963 urząd zniesiony 1979 |
| Współksiążęta Andory                                             | - 1971 Joan Martí i Alanís 2003 - 1974 Valéry Giscard d’Estaing 1981                                                                            |
| Prezydent Angoli                                                 | - 1975 Agostinho Neto 1979 |
| Premier Angoli                                                   | - 1975 Lopo do Nascimento 1978 |
| Król Arabii Saudyjskiej                                          | - 1964 Fajsal ibn Abd al-Aziz Al Su’ud 1975 - 1975 Chalid ibn Abd al-Aziz Al Su’ud 1982                                                         |
| Prezydent Argentyny                                              | - 1974 Isabel Perón 1975 - 1975 Ítalo Lúder 1975 - 1975 Isabel Perón 1976                                                                       |
| Premier Australii                                                | - 1972 Gough Whitlam 1975 - 1975 Malcolm Fraser 1983                                                                                            |
| Prezydent Austrii                                                | - 1974 Rudolf Kirchschläger 1986 |
| Kanclerz Austrii                                                 | - 1970 Bruno Kreisky 1983 |
| Premier Bahamów                                                  | - 1973 Lynden Pindling 1992 |
| Emir Bahrajnu                                                    | - 1971 Isa ibn Salman Al Chalifa 1999 |
| Premier Bahrajnu                                                 | - 1970 Chalifa ibn Salman Al Chalifa 2020 |
| Prezydent Bangladeszu                                            | - 1973 Mohammad Mohamadullah 1975 - 1975 Sheikh Mujibur Rahman 1975 - 1975 Khondokar Mośtak Ahmed 1975 - 1975 Abu Sadat Mohammad Sayem 1977     |
| Premier Bangladeszu                                              | - 1972 Sheikh Mujibur Rahman 1975 - 1975 Mohammad Mansoor Ali 1975 - 1975 urząd zniesiony 1978                                                  |
| Premier Barbadosu                                                | - 1966 Errol Barrow 1976 |
| Prezydent Birmy                                                  | - 1974 Ne Win 1981 |
| Premier Birmy                                                    | - 1974 Sein Lwin 1977 |
| Król Belgów                                                      | - 1951 Baudouin 1993 |
| Premier Belgii                                                   | - 1974 Leo Tindemans 1978 |
| Prezydent Beninu                                                 | - 1972 Mathieu Kérékou 1991 |
| Król Bhutanu                                                     | - 1972 Jigme Singye Wangchuck 2006 |
| Premier Bhutanu                                                  | - 1964 urząd zniesiony 1998 |
| Prezydent Boliwii                                                | - 1971 Hugo Banzer Suárez 1978 |
| Prezydent Botswany                                               | - 1966 Seretse Khama 1980 |
| Prezydent Brazylii                                               | - 1974 Ernesto Geisel 1979 |
| Sułtan Brunei                                                    | - 1967 Hassanal Bolkiah |
| Przywódca Bułgarii                                               | - 1954 Todor Żiwkow 1989 |
| Premier Bułgarii                                                 | - 1971 Stanko Todorow 1981 |
| Prezydent Burundi                                                | - 1966 Michel Micombero 1976 |
| Premier Burundi                                                  | - 1973 urząd zniesiony 1976 |
| Prezydent Chile                                                  | - 1973 Augusto Pinochet 1990 |
| Przewodniczący ChRL                                              | - 1968 Dong Biwu 1975 - 1975 Zhu De 1976 |
| Premier Chin                                                     | - 1949 Zhou Enlai 1976 |
| Prezydent Cypru                                                  | - 1974 Michail Muskos 1977 |
| Prezydent Czadu                                                  | - 1960 François Tombalbaye 1975 - 1975 Noël Milarew Odingar (p.o.) 1975 - 1975 Félix Malloum 1979                                               |
| Premier Czadu                                                    | - 1960 urząd zniesiony 1978 |
| Prezydent Czechosłowacji                                         | - 1968 Ludvík Svoboda 1975 - 1975 Gustáv Husák 1989                                                                                             |
| Premier Czechosłowacji                                           | - 1970 Lubomír Štrougal 1988 |
| Król Danii                                                       | - 1972 Małgorzata II 2024 |
| Premier Danii                                                    | - 1973 Poul Hartling 1975 - 1975 Anker Jørgensen 1982                                                                                           |
| Dalajlama                                                        | - 1940 Tenzin Gjaco |
| Prezydent Dominikany                                             | - 1966 Joaquín Balaguer 1978 |
| Prezydent Egiptu                                                 | - 1970 Anwar as-Sadat 1981 |
| Premier Egiptu                                                   | - 1974 Abd al-Aziz Hidżazi 1975 - 1975 Mamduh Salim 1978                                                                                        |
| Prezydent Ekwadoru                                               | - 1972 Guillermo Rodríguez 1976 |
| Cesarz Etiopii                                                   | - 1974 Asfa Uesen 1975 |
| Przewodniczący Wojskowej Rady Administracyjnej Etiopii           | - 1974 Teferi Benti 1977 |
| Przew. Komisji Europejskiej                                      | - 1973 François-Xavier Ortoli (Francja) 1976 |
| Premier Fidżi                                                    | - 1970 Kamisese Mara 1987 |
| Prezydent Filipin                                                | - 1965 Ferdinand Marcos 1986 |
| Prezydent Finlandii                                              | - 1956 Urho Kekkonen 1981 |
| Premier Finlandii                                                | - 1972 Kalevi Sorsa 1975 - 1975 Keijo Liinamaa 1975 - 1975 Martti Miettunen 1977                                                                |
| Prezydent Francji                                                | - 1974 Valéry Giscard d’Estaing 1981 |
| Premier Francji                                                  | - 1974 Jacques Chirac 1976 |
| Prezydent Gabonu                                                 | - 1967 Omar Bongo 2009 |
| Premier Gabonu                                                   | - 1961 urząd zniesiony 1975 - 1975 Léon Mébiame 1990                                                                                            |
| Prezydent Gambii                                                 | - 1970 Dawda Kairaba Jawara 1994 |
| Prezydent Ghany                                                  | - 1972 Ignatius Kutu Acheampong 1978 |
| Prezydent Górnej Wolty                                           | - 1966 Sangoulé Lamizana 1980 |
| Prezydent Grecji                                                 | - 1974 Michail Stasinopulos 1975 - 1975 Konstandinos Tsatsos 1980                                                                               |
| Premier Grecji                                                   | - 1974 Konstandinos Karamanlis 1980 |
| Premier Grenady                                                  | - 1974 Eric Gairy 1979 |
| Prezydent Gujany                                                 | - 1970 Arthur Chung 1980 |
| Premier Gujany                                                   | - 1964 Forbes Burnham 1980 |
| Prezydent Gwatemali                                              | - 1974 Kjell Eugenio Laugerud García 1978 |
| Prezydent Gwinei                                                 | - 1958 Ahmed Sekou Touré 1984 |
| Premier Gwinei                                                   | - 1972 Louis Lansana Beavogui 1984 |
| Prezydent Gwinei Bissau                                          | - 1973 Luís Cabral 1980 |
| Premier Gwinei Bissau                                            | - 1973 Francisco Mendes 1978 |
| Prezydent Gwinei Równikowej                                      | - 1968 Francisco Macías Nguema 1979 |
| Prezydent Haiti                                                  | - 1971 Jean-Claude Duvalier 1986 |
| Król Hiszpanii                                                   | - 1975 Jan Karol I 2014 |
| Regent Hiszpanii                                                 | - 1947 Francisco Franco 1975 |
| Premier Hiszpanii                                                | - 1973 Carlos Arias Navarro 1976 |
| Król Holandii                                                    | - 1948 Juliana 1980 |
| Premier Holandii                                                 | - 1973 Joop den Uyl 1977 |
| Prezydent Hondurasu                                              | - 1972 Oswaldo López Arellano (p.o.) 1975 - 1975 Juan Alberto Melgar (p.o.) 1978                                                                |
| Szach Iranu                                                      | - 1941 Mohammad Reza Pahlawi 1979 |
| Premier Iranu                                                    | - 1965 Amir Abbas Howejda 1977 |
| Prezydent Iraku                                                  | - 1968 Ahmad Hasan al-Bakr 1979 |
| Premier Iraku                                                    | - 1968 Ahmad Hasan al-Bakr 1979 |
| Prezydent Indii                                                  | - 1974 Fakhruddin Ali Ahmed 1977 |
| Premier Indii                                                    | - 1966 Indira Gandhi 1977 |
| Prezydent Indonezji                                              | - 1967 Suharto 1998 |
| Prezydent Irlandii                                               | - 1974 Cearbhall Ó Dálaigh 1976 |
| Premier Irlandii                                                 | - 1973 Liam Cosgrave 1977 |
| Prezydent Islandii                                               | - 1968 Kristján Eldjárn 1980 |
| Premier Islandii                                                 | - 1974 Geir Hallgrímsson 1978 |
| Prezydent Izraela                                                | - 1973 Efraim Kacir 1978 |
| Premier Izraela                                                  | - 1974 Icchak Rabin 1977 |
| Premier Jamajki                                                  | - 1972 Michael Manley 1980 |
| Cesarz Japonii                                                   | - 1926 Hirohito 1989 |
| Premier Japonii                                                  | - 1974 Takeo Miki 1976 |
| Prezydent Jemenu Południowego                                    | - 1969 Salim Ali Rubai 1978 |
| Prezydent Jemenu Północnego                                      | - 1974 Ibrahim al-Hamdi 1977 |
| Król Jordanii                                                    | - 1952 Husajn 1999 |
| Premier Jordanii                                                 | - 1973 Zajd ar-Rifa’i 1976 |
| Prezydent Jugosławii                                             | - 1953 Josip Broz Tito 1980 |
| Premier Jugosławii                                               | - 1971 Džemal Bijedić 1977 |
| Prezydent Kamerunu                                               | - 1960 Ahmadou Ahidjo 1982 |
| Premier Kamerunu                                                 | - 1975 Paul Biya 1982 |
| Przywódca Demokratycznej Kampuczy                                | - 1975 Norodom Sihanouk 1976 |
| Premier Demokratycznej Kampuczy                                  | - 1975 Penn Nouth 1976 |
| Przywódca Ludowej Republiki Kampuczy                             | - 1972 Heng Samrin 1992 |
| Premier Kanady                                                   | - 1968 Pierre Trudeau 1979 |
| Emir Kataru                                                      | - 1972 Chalifa ibn Ahmad 1995 |
| Premier Kataru                                                   | - 1971 Chalifa ibn Ahmad 1995 |
| Prezydent Kenii                                                  | - 1964 Jomo Kenyatta 1978 |
| Prezydent Republiki Khmerów                                      | - 1972 Lon Nol 1975 - 1975 Saukam Khoy (p.o.) 1975 - 1975 Sak Sutsakhan (p.o.) 1975                                                             |
| Premier Republiki Khmerów                                        | - 1973 Long Boret 1975 |
| Prezydent Kolumbii                                               | - 1974 Alfonso López Michelsen 1978 |
| Prezydent Konga                                                  | - 1969 Marien Ngouabi 1977 |
| Premier Konga                                                    | - 1973 Henri Lopès 1975 - 1975 Louis Sylvain Goma 1984                                                                                          |
| Patriarcha Konstantynopola                                       | - 1972 Dymitr I 1991 |
| Prezydent Korei Południowej                                      | - 1963 Park Chung-hee 1979 |
| Premier Korei Południowej                                        | - 1971 Kim Jong-pil 1975 - 1975 Choi Kyu-hah (p.o.) 1976                                                                                        |
| Prezydent KRLD                                                   | - 1972 Kim Il Sŏng 1994 |
| Premier KRLD                                                     | - 1972 Kim Il 1976 |
| Prezydent Kostaryki                                              | - 1974 Daniel Oduber Quirós 1978 |
| Prezydent Kuby                                                   | - 1959 Osvaldo Dorticós Torrado 1976 |
| Premier Kuby                                                     | - 1959 Fidel Castro 1976 |
| Emir Kuwejtu                                                     | - 1965 Sabah III 1977 |
| Premier Kuwejtu                                                  | - 1965 Dżabir al-Ahmad al-Dżabir as-Sabah 1978                                                                                                  |
| Król Laosu                                                       | - 1959 Savang Vatthana 1975 |
| Prezydent Laosu                                                  | - 1975 Tiao Souphanouvong 1991 |
| Król Lesotho                                                     | - 1966 Moshoeshoe II 1990 |
| Premier Lesotho                                                  | - 1965 Leabua Jonathan 1986 |
| Prezydent Libanu                                                 | - 1970 Sulajman Farandżijja 1976 |
| Premier Libanu                                                   | - 1974 Raszid as-Sulh 1975 - 1975 Nur ad-Din ar-Rifa’i 1975 - 1975 Raszid Karami 1976                                                           |
| Prezydent Liberii                                                | - 1971 William Tolbert Jr. 1980 |
| Przywódca Libii                                                  | - 1969 Mu’ammar al-Kaddafi 2011 |
| Premier Libii                                                    | - 1972 Abd as-Salam Dżallud 1977 |
| Książę Liechtensteinu                                            | - 1938 Franciszek Józef II 1989 |
| Premier Liechtensteinu                                           | - 1974 Walter Kieber 1978 |
| Premier Litwyna emigracji                                        | - 1940 Stasys Lozoraitis 1983 |
| Wielki książę Luksemburga                                        | - 1964 Jan 2000 |
| Premier Luksemburga                                              | - 1974 Gaston Thorn 1979 |
| Prezydent Madagaskaru                                            | - 1972 Gabriel Ramanantsoa 1975 - 1975 Richard Ratsimandrava 1975 - 1975 Gilles Andriamahazo 1975 - 1975 Didier Ratsiraka 1993                  |
| Premier Madagaskaru                                              | - 1972 Gabriel Ramanantsoa 1975 |
| Prezydent Malawi                                                 | - 1966 Hastings Kamuzu Banda 1994 |
| Prezydent Malediwów                                              | - 1968 Ibrahim Nasir 1978 |
| Król Malezji                                                     | - 1970 Tuanku Abdul Halim 1975 - 1975 Yahya Petra 1979                                                                                          |
| Premier Malezji                                                  | - 1970 Tun Abdul Razak 1976 |
| Prezydent Mali                                                   | - 1968 Moussa Traoré 1991 |
| Premier Mali                                                     | - 1969 urząd zniesiony 1986 |
| Prezydent Malty                                                  | - 1974 Anthony Mamo 1976 |
| Premier Malty                                                    | - 1971 Dom Mintoff 1984 |
| Król Maroka                                                      | - 1961 Hassan II 1999 |
| Premier Maroka                                                   | - 1972 Ahmed Osman 1979 |
| Prezydent Mauretanii                                             | - 1960 Muchtar wuld Dadda 1978 |
| Premier Mauretanii                                               | - 1961 urząd zniesiony 1979 |
| Premier Mauritiusa                                               | - 1968 Seewoosagur Ramgoolam 1982 |
| Prezydent Meksyku                                                | - 1970 Luis Echeverría 1976 |
| Książę Monako                                                    | - 1949 Rainier III 2005 |
| Minister stanu Monako                                            | - 1972 André Saint-Mleux 1981 |
| Przewodniczący Prezydium Wielkiego Churału Ludowego Mongolii     | - 1974 Jumdżaagijn Cedenbal 1984 |
| Premier Mongolii                                                 | - 1974 Dżambyn Batmönch 1984 |
| Prezydent Mozambiku                                              | - 1975 Samora Machel 1986 |
| Sekretarz generalny NATO                                         | - 1971 Joseph Luns (Holandia) 1984 |
| Prezydent Nauru                                                  | - 1968 Hammer DeRoburt 1976 |
| Król Nepalu                                                      | - 1972 Birendra 2001 |
| Premier Nepalu                                                   | - 1973 Nagendra Prasad Rijal 1975 - 1975 Tulsi Giri 1977                                                                                        |
| Prezydent Niemiec                                                | - 1974 Walter Scheel 1979 |
| Kanclerz Niemiec                                                 | - 1974 Helmut Schmidt 1982 |
| Prezydent Nigru                                                  | - 1974 Seyni Kountché 1987 |
| Prezydent Nigerii                                                | - 1966 Yakubu Gowon 1975 - 1975 Murtala Mohammed 1976                                                                                           |
| Prezydent Nikaragui                                              | - 1974 Anastasio Somoza Debayle 1979 |
| Król Norwegii                                                    | - 1957 Olaf V 1991 |
| Premier Norwegii                                                 | - 1973 Trygve Bratteli 1976 |
| Premier Nowej Zelandii                                           | - 1974 Bill Rowling 1975 - 1975 Robert Muldoon 1984                                                                                             |
| Przewodniczący Rady Państwa NRD                                  | - 1973 Willi Stoph 1976 |
| Premier NRD                                                      | - 1973 Horst Sindermann 1976 |
| Sułtan Omanu                                                     | - 1970 Kabus ibn Sa’id 2020 |
| Sekretarz generalny ONZ                                          | - 1972 Kurt Waldheim (Austria) 1981 |
| Prezydent Pakistanu                                              | - 1973 Fazal Ilahi Chaudhry 1978 |
| Premier Pakistanu                                                | - 1973 Zulfikar Ali Bhutto 1977 |
| Prezydent Panamy                                                 | - 1969 Demetrio Lakas Bahas 1978 |
| Wojskowy przywódca Panamy                                        | - 1968 Omar Torrijos 1981 |
| Papież                                                           | - 1963 Paweł VI 1978 |
| Premier Papui-Nowej Gwinei                                       | - 1975 Michael Somare 1980 |
| Prezydent Paragwaju                                              | - 1954 gen. Alfredo Stroessner 1989 |
| Prezydent Peru                                                   | - 1968 Juan Velasco Alvarado 1975 - 1975 Francisco Morales Bermudez Cerruti 1980                                                                |
| Premier Peru                                                     | - 1975 Óscar Vargas Prieto 1976 |
| Prezydent Południowej Afryki                                     | - 1968 Jacobus Fouché 1975 - 1975 Johannes de Klerk (p.o) 1975 - 1975 Nicolaas Diederichs 1978                                                  |
| Premier Południowej Afryki                                       | - 1966 Balthazar Vorster 1978 |
| Prezydent Portugalii                                             | - 1974 Francisco da Costa Gomes 1976 |
| Premier Portugalii                                               | - 1974 Vasco dos Santos Gonçalves 1975 - 1975 José Baptista Pinheiro de Azevedo 1976                                                            |
| Sekretarz generalny Rady Europy                                  | - 1974 Georg Kahn-Ackermann (RFN) 1979 |
| Prezydent Republiki Środkowoafrykańskiej                         | - 1966 Jean-Bédel Bokassa 1976 |
| Premier Republiki Środkowoafrykańskiej                           | - 1960 urząd zniesiony 1975 - 1975 Elisabeth Domitien 1976                                                                                      |
| Prezydent Republiki Zielonego Przylądka                          | - 1975 Aristides Pereira 1991 |
| Premier Republiki Zielonego Przylądka                            | - 1975 Pedro Pires 1991 |
| Prezydent Rodezji                                                | - 1970 Clifford Walter Dupont 1975 - 1975 Henry Everard (p.o.) 1976                                                                             |
| Premier Rodezji                                                  | - 1965 Ian Smith 1979 |
| Prezydent Rumunii                                                | - 1967 Nicolae Ceaușescu 1989 |
| Premier Rumunii                                                  | - 1974 Manea Mănescu 1979 |
| Prezydent Rwandy                                                 | - 1973 Juvénal Habyarimana 1994 |
| Prezydent Salwadoru                                              | - 1972 Arturo Armando Molina 1977 |
| O le Ao o le Malo Samoa                                          | - 1962 Malietoa Tanumafili II 2007 |
| Premier Samoa                                                    | - 1973 Mataʻafa Mulinuʻu II 1975 - 1975 Tupua Tamasese Lealofi IV (p.o.) 1976                                                                   |
| Kapitanowie regenci San Marino                                   | - 1974 Francesco Valli Enrico Andreoli 1975 - 1975 Alberto Cecchetti Michele Righi 1975 - 1975 Giovanni Vito Marcucci Giuseppe Della Balda 1976 |
| Sekretarz Stanu do spraw Politycznych i Zagranicznych San Marino | - 1973 Gian Luigi Berti 1975 |
| Prezydent Senegalu                                               | - 1960 Léopold Sédar Senghor 1980 |
| Premier Senegalu                                                 | - 1970 Abdou Diouf 1980 |
| Prezydent Sierra Leone                                           | - 1971 Siaka Stevens 1985 |
| Prezydent Singapuru                                              | - 1971 Benjamin Sheares 1981 |
| Premier Singapuru                                                | - 1965 Lee Kuan Yew 1990 |
| Prezydent Somalii                                                | - 1969 Mohammed Siad Barre 1991 |
| Premier Somalii                                                  | - 1970 urząd zniesiony 1987 |
| Prezydent Sri Lanki                                              | - 1972 William Gopallawa 1978 |
| Premier Sri Lanki                                                | - 1970 Sirimavo Bandaranaike 1977 |
| Król Suazi                                                       | - 1968 Sobhuza II 1982 |
| Premier Suazi                                                    | - 1967 Makhosini Dlamini 1976 |
| Prezydent Sudanu                                                 | - 1969 Dżafar Muhammad an-Numajri 1985 |
| Premier Sudanu                                                   | - 1969 Dżafar Muhammad an-Numajri 1976 |
| Prezydent Surinamu                                               | - 1975 Johan Ferrier 1980 |
| Prezydent Syrii                                                  | - 1971 Hafiz al-Asad 2000 |
| Premier Syrii                                                    | - 1972 Mahmud al-Ajjubi 1976 |
| Prezydent Szwajcarii                                             | - 1975 Pierre Graber 1975 |
| Król Szwecji                                                     | - 1973 Karol XVI Gustaw |
| Premier Szwecji                                                  | - 1969 Olof Palme 1976 |
| Król Tajlandii                                                   | - 1946 Bhumibol Adulyadej 2016 |
| Premier Tajlandii                                                | - 1973 Sanya Thammasak 1975 - 1975 Seni Pramoj 1975 - 1975 Kukrit Pramoj 1976                                                                   |
| Prezydent Tajwanu                                                | - 1950 Czang Kaj-szek 1975 - 1975 Yen Chia-kan 1978                                                                                             |
| Prezydent Tanzanii                                               | - 1964 Julius Nyerere 1985 |
| Premier Tanzanii                                                 | - 1972 Rashidi Kawawa 1977 |
| Prezydent Togo                                                   | - 1967 Gnassingbé Eyadéma 2005 |
| Premier Togo                                                     | - 1961 urząd zniesiony 1991 |
| Król Tonga                                                       | - 1965 Taufaʻahau Tupou IV 2006 |
| Premier Tonga                                                    | - 1965 Sione Ngū Manumataongo Uelingatoni 1991                                                                                                  |
| Premier Trynidadu i Tobago                                       | - 1962 Eric Williams 1981 |
| Prezydent Tunezji                                                | - 1957 Habib Burgiba 1987 |
| Premier Tunezji                                                  | - 1970 Al-Hadi Nuwajra 1980 |
| Prezydent Turcji                                                 | - 1973 Fahri Korutürk 1980 |
| Premier Turcji                                                   | - 1974 Sadi Irmak 1975 - 1975 Süleyman Demirel 1977                                                                                             |
| Prezydent Ugandy                                                 | - 1971 Idi Amin 1979 |
| Premier Ugandy                                                   | - 1966 urząd zniesiony 1980 |
| Prezydent Urugwaju                                               | - 1972 Juan María Bordaberry 1976 |
| Prezydent USA                                                    | - 1974 Gerald Ford 1977 |
| Prezydent Wenezueli                                              | - 1974 Carlos Andrés Pérez 1979 |
| Prezydent Węgier                                                 | - 1967 Pál Losonczi 1987 |
| Premier Węgier                                                   | - 1967 Jenő Fock 1975 - 1975 György Lázár 1987                                                                                                  |
| Monarcha Wielkiej Brytanii                                       | - 1952 Elżbieta II 2022 |
| Premier Wielkiej Brytanii                                        | - 1974 Harold Wilson 1976 |
| Prezydent Wietnamu Północnego                                    | - 1969 Tôn Đức Thắng 1976 |
| Premier Wietnamu Północnego                                      | - 1955 Phạm Văn Đồng 1976 |
| Prezydent Wietnamu Południowego                                  | - 1965 Nguyễn Văn Thiệu 1975 - 1975 Trần Văn Hương 1975 - 1975 Dương Văn Minh 1975 - 1975 Huỳnh Tấn Phát 1976                                   |
| Premier Wietnamu Południowego                                    | - 1969 Trần Thiện Khiêm 1975 - 1975 Nguyễn Bá Cẩn 1975 - 1975 Vũ Văn Mẫu 1975 - 1975 Nguyễn Hữu Thọ 1976                                        |
| Prezydent Włoch                                                  | - 1971 Giovanni Leone 1978 |
| Premier Włoch                                                    | - 1974 Aldo Moro 1976 |
| Prezydent WKS                                                    | - 1960 Félix Houphouët-Boigny 1993 |
| Premier WKS                                                      | - 1960 urząd zniesiony 1990 |
| Prezydent Wysp Świętego Tomasza i Książęcej                      | - 1975 Manuel Pinto da Costa 1991 |
| Prezydent Zambii                                                 | - 1964 Kenneth Kaunda 1991 |
| Prezydent Zairu                                                  | - 1971 Mobutu Sese Seko 1997 |
| Prezydent ZEA                                                    | - 1971 Zajid ibn Sultan Al Nahajjan 2004 |
| Premier ZEA                                                      | - 1971 Maktum ibn Raszid al-Maktum 1979 |
| Przywódca ZSRR                                                   | - 1964 Leonid Breżniew 1982 |
| Premier ZSRR                                                     | - 1964 Aleksiej Kosygin 1980 |

Rok 1975 / MCMLXXV
stulecia: XIX wiek ~
XX wiek ~
XXI wiek

dziesięciolecia:
1940–1949 •
1950–1959 •
1960–1969 •
1970–1979
• 1980–1989
• 1990–1999
• 2000–2009

lata: 1965 «
1970 «
1971 «
1972 «
1973 «
1974 «
1975
» 1976
» 1977
» 1978
» 1979
» 1980
» 1985

## Wydarzenia w Polsce
- 1 stycznia – wszedł w życie nowy kodeks pracy.
- 3 stycznia – premiera 1. odcinka serialu Droga.
- 9 stycznia – Biuro Polityczne PZPR, po trzech latach wstrzymywania decyzji, zaakceptowało propozycję rządu w sprawie podjęcia eksploatacji złóż węgla kamiennego na Lubelszczyźnie.
- 12 stycznia – zainaugurował działalność Teatr Płocki.
- 17 stycznia – utworzone zostały przedsiębiorstwa Elektrownia Bełchatów i Kopalnia Węgla Brunatnego „Bełchatów”.
- 21 stycznia:
  - w Warszawie przekazano do użytku milionowe mieszkanie spółdzielcze.
  - odbyła się premiera filmu Bilans kwartalny.
- 23 stycznia – zainaugurował działalność Teatr Dramatyczny im. Jana Kochanowskiego w Opolu.
- 25 stycznia – w Warszawie otwarto po przebudowie Teatr Powszechny pod dyrekcją Zygmunta Hübnera.
- 31 stycznia – początek wizyty kanclerza Austrii Brunona Kreiskiego.
- 1 lutego – pierwszy raz po wojnie na scenie sztuka Adolfa Nowaczyńskiego („Cyganeria Warszawska” w Teatrze Wybrzeże, reż. Stanisław Hebanowski).
- 2 lutego – kanclerz Austrii Bruno Kreisky opuścił Polskę. W komentarzach podkreślano zbieżność poglądów w najważniejszych kwestiach politycznych, szczególnie dotyczących Europy Środkowej.
- 6 lutego – premiera 1. odcinka serialu Karino.
- 20–23 lutego – XIX Zjazd ZLP obradował w Poznaniu. Jarosław Iwaszkiewicz został ponownie prezesem.
- 21 lutego – premiera filmu Ziemia obiecana w reżyserii Andrzeja Wajdy.
- 27 lutego – premiera 1. odcinka serialu S.O.S.
- 8 marca:
  - w Katowicach rozpoczęły się VI Halowe Mistrzostwa Europy w Lekkoatletyce.
  - w Polsce powstaje pierwsza pizzeria.
- 10–13 marca – z wizytą przebywał na zaproszenie Edwarda Gierka, prezydent Jugosławii Josip Broz-Tito.
- 30 marca – premiera komedii filmowej Awans w reżyserii Janusza Zaorskiego.
- 2 kwietnia – Biuro Polityczne PZPR rozpatrzyło założenia programu ochrony środowiska naturalnego do 1990 roku.
- 7–10 kwietnia – z oficjalną wizytą przebywał premier Belgii Leo Tindemans.
- 13 kwietnia – prapremiera „Operetki” Witolda Gombrowicza w Teatrze Nowym w Łodzi w reżyserii Kazimierza Dejmka.
- 15 kwietnia – memoriał Episkopatu Polski do rządu PRL.
- 17 kwietnia – Dni Kultury Radzieckiej. Występy MChAT.
- 20–27 kwietnia – I Tydzień Kultury Chrześcijańskiej.
- 6 maja – Biuro Polityczne PZPR rozpatrzyło „Perspektywiczny program rozwoju kultury”.
- 9 maja:
  - data emisyjna banknotu polskiego o nominale 50 złotych z Karolem Świerczewskim z serii: Wielcy Polacy. Serie banknotu: A – Z; AA – AZ; BA – BU.
  - odsłonięcie Pomnika Powstańców Śląskich w Wodzisławiu Ślaskim.
- 12 maja – podpisano wieloletnią umowę kredytową między polskim Bankiem Handlowym a konsorcjum banków zachodnich.
- 16 maja – premiera 1. odcinka serialu telewizyjnego Czterdziestolatek w reżyserii Jerzego Gruzy.
- 25 maja – w Warszawie zakończył się 27. Wyścig Pokoju, zwyciężył po raz czwarty i ostatni Ryszard Szurkowski.
- 28 maja:
  - Sejm PRL uchwalił ustawę o dwustopniowym podziale administracyjnym. Zlikwidowano powiaty i utworzono 49 województw.
  - rozpoczął działalność Teatr Dramatyczny w Elblągu.
  - w Polsce zagościł Artur Rubinstein.
- 1 czerwca – wprowadzono nowy podział administracyjny kraju, powstało 49 województw.
- 5 czerwca – założono Polski Związek Emerytów, Rencistów i Inwalidów.
- 8–28 czerwca – inauguracja Teatru Narodów w Pałacu na Wodzie w Łazienkach.
- 11 czerwca – w Katowicach Wojewódzka Rada Narodowa pożegnała byłego wojewodę, sędziwego Jerzego Ziętka – legendę Śląska.
- 12 czerwca – spotkanie Edwarda Gierka z prezydium Zarządu Głównego ZLP.
- 16 czerwca – przekazano do eksploatacji przędzalnię „Przyjaźń” w Zawierciu. Została ona wybudowana wspólnie przez Polskę i NRD i stanowiła też wspólną własność obu krajów.
- 17 czerwca – 40-lecie pracy dyrektorskiej w Muzeum Narodowym prof. Stanisława Lorentza.
- 17–20 czerwca – oficjalna wizyta prezydenta Francji Valéry’ego Giscarda d’Estainga.
- 24 czerwca – premiera filmu kryminalnego Strach w reżyserii Antoniego Krauzego.
- 16 lipca – z lotniska w Gawłówku samolotem An-2, z zamiarem ucieczki do Austrii wystartował Dionizy Bielański, którego kilka godzin później, 8 km od austriackiej granicy zestrzelił czechosłowacki samolot wojskowy.
- 18 lipca – Prezydium Rządu postanowiło wydać 25 mld zł z budżetu państwa na budowę fabryki papieru w Kwidzynie.
- 23 lipca – Gdańsk: w Porcie Północnym powstał Naftoport.
- 28 lipca – Zdzisław Marchwicki, znany jako „wampir z Zagłębia”, został skazany po pokazowym procesie w Katowicach na karę śmierci.
- 28–29 lipca – oficjalna wizyta w Polsce Geralda Forda udającego się na obrady KBWE w Helsinkach.
- 29 lipca – Gerald Ford, jako pierwszy prezydent USA, odwiedził były obóz koncentracyjny Auschwitz-Birkenau.
- 30 lipca – w Stoczni Gdańskiej 33 spawaczy przerwało pracę z powodu zaniżonych zarobków.
- 1 sierpnia – katastrofa promu na Motławie, w której zginęło 18 osób.
- 3 sierpnia – posiedzenie Biura Politycznego; sprawozdanie Edwarda Gierka z konferencji w Helsinkach i z rozmów z Geraldem Fordem.
- 14 sierpnia – Festiwal Chopinowski w Dusznikach-Zdroju. Wśród wykonawców m.in. G. Ohlsson z USA, laureat I nagrody VIII Konkursu Pianistycznego im. F. Chopina.
- 15 sierpnia – premiera filmu Znikąd donikąd.
- 16 sierpnia – podwyżka cen detalicznych papierosów.
- 29 sierpnia – Prezydium Rządu debatowało na temat polskiego rolnictwa.
- 1 września – w katastrofie kolejowej pod Chorzewem koło Pajęczna zginęło 6 osób, 19 zostało rannych.
- 4 września – XVIII Plenum KC PZPR; dyskusja wokół „Wytycznych na Zjazd”.
- 5 września – wydano Kodeks ucznia.
- 8-9 września – I sesja Polsko-Amerykańskiej Gospodarczej.
- 10 września – na Stadionie Śląskim w Chorzowie Polska pokonała Holandię 4:1, w meczu eliminacyjnym do mistrzostw Europy.
- 16 września – dokonano oblotu samolotu PZL M-20 Mewa.
- 18 września:
  - uruchomiono produkcję Fiata 126p w Zakładzie nr 2 w Tychach.
  - w Pile odnotowano wrześniowy rekord temperatury (+34,7 °C).
- 19 września – biskup siedlecki zgodził się na przekazanie obrazu el Greca „Święty Franciszek” w zamian za budowę kościoła.
- 21 września – wielki pożar zniszczył Centralny Dom Dziecka w Warszawie.
- 22 września – odbyła się premiera filmu Noce i dnie w reżyserii Jerzego Antczaka.
- 23 września – pożar na Trasie Łazienkowskiej.
- 26 września – podpisano traktat gospodarczy między ZSRR a PRL.
- 1 października – zakończył swoją wizytę prezydent Portugalii Francisco da Costa Gomes.
- 7–28 października – IX Międzynarodowy Konkurs Pianistyczny im. Fryderyka Chopina.
- 9 października – w Warszawie podpisano układ PRL-RFN zezwalający mniejszości niemieckiej na emigrację w zamian za zapewnienie przez Bonn świadczeń emerytalnych polskim przymusowym robotnikom w III Rzeszy.
- 15 października – nastąpiło połączenie miast: Koźla, Kędzierzyna, Kłodnicy i Sławięcic oraz 3 wsi (Lenartowic, Miejsca Kłodnickiego i Cisowej) – początek miasta Kędzierzyn-Koźle.
- 16 października – występ piosenkarza francuskiego Sachy Distela w Sali Kongresowej.
- 20 października – premiera filmu Doktor Judym.
- 23 października – na posiedzeniu sejmu PRL Piotr Jaroszewicz złożył relację z obrad helsińskich zakończonych podpisaniem Aktu Końcowego KBWE.
- 25 października – program pierwszy polskiego radia nadał tysięczny odcinek popularnej powieści „Matysiakowie”.
- 26 października – na Stadionie Dziesięciolecia Polska zremisowała bezbramkowo z Włochami w meczu eliminacyjnym do mistrzostw Europy.
- 28 października – Krystian Zimerman został zwycięzcą IX konkursu chopinowskiego.
- 4 listopada:
  - spotkanie Edwarda Gierka i Piotra Jaroszewicza z filmowcami. Przyznano odznaczenia Jerzemu Kawalerowiczowi, Ludwikowi Perskiemu i Andrzejowi Wajdzie.
  - posiedzenie Biura Politycznego na temat Huty Katowice (po zakończeniu budowy miała produkować rocznie 10 mln ton stali).
- 8 listopada – 5 górników zginęło wskutek tąpnięcia w KWK Mysłowice.
- 13 listopada – utworzono Morską Jednostkę Działań Specjalnych „Formoza”.
- 24 listopada – jazda próbna pierwszej polskiej lokomotywy spalinowej serii SP47 z przekładnią elektryczną, wyposażoną w trójfazową synchroniczną prądnicę główną prądu przemiennego.
- 27 listopada – premiera filmu Zaklęte rewiry.
- 29 listopada – Gdańsk: uruchomiono Rafinerię Gdańską.
- 5 grudnia:
  - 59 intelektualistów wysłało list do władz przeciwko zmianom w konstytucji PRL.
  - oddano do użytku Dworzec Centralny w Warszawie.
  - zakończono budowę Wisłostrady w Warszawie.
- 7 grudnia – powitanie na Dworcu Centralnym Leonida Breżniewa. Biuro Polityczne stawiło się w komplecie.
- 8–12 grudnia – obradował VII Zjazd PZPR.
- 16 grudnia – premiera pierwszego odcinka serialu Dyrektorzy w reżyserii Zbigniewa Chmielewskiego.
- 17 grudnia – prapremiera „Emigrantów” Sławomira Mrożka w reżyserii Jerzego Kreczmara.
- 24 grudnia – premiera filmu telewizyjnego Niespotykanie spokojny człowiek.
- 29 grudnia – Sejm PRL powołał komisję nadzwyczajną dla przygotowania projektu ustawy o zmianie Konstytucji PRL.
- Polki i Polacy zawarli 330,8 tys. małżeństw (najwięcej od zakończenia II wojny światowej).

## Wydarzenia na świecie
- 1 stycznia – Irlandia objęła prezydencję w Radzie Unii Europejskiej.
- 2 stycznia – Elisabeth Domitien została premierem Republiki Środkowoafrykańskiej i pierwszą kobietą-premierem w Afryce.
- 5 stycznia – 12 osób zginęło w wyniku uderzenia dowodzonego przez polskiego kapitana statku MV „Lake Illawarra” w Most Tasmana w Hobart na Tasmanii, co doprowadziło do jego częściowego zawalenia.
- 6 stycznia:
  - Chiny i Botswana nawiązały stosunki dyplomatyczne.
  - wojna wietnamska: decydujące zwycięstwo wojsk Wietnamu Północnego w bitwie o Phước Bình (12 grudnia-6 stycznia).
  - na antenie amerykańskiej stacji NBC zostało wyemitowane premierowe wydanie teleturnieju Koło Fortuny.
- 7 stycznia – OPEC podniosło o 10% cenę surowej ropy naftowej.
- 9 stycznia:
  - 14 osób zginęło w katastrofie samolotu DHC-6 Twin Otter w Whittier w Kalifornii.
  - w Hartford w stanie Connecticut otwarto kompleks sportowo-rozrywkowy XL Center.
- 10 stycznia – w duńskim porcie Hanstholm zatonął polski trawler ST „Brda”; zginęło 11 członków załogi.
- 11 stycznia – rozpoczęła się załogowa misja kosmiczna Sojuz 17.
- 17 stycznia – Ogólnochińskie Zgromadzenie Przedstawicieli Ludowych na pierwszej od 9 lat sesji przyjęło nową konstytucję, sankcjonującą zdobycze rewolucji kulturalnej.
- 19 stycznia – palestyńscy terroryści ostrzelali na paryskim lotnisku Orly izraelski samolot pasażerski; rannych zostało 20 osób.
- 24 stycznia – radziecka stacja orbitalna Salut 3 spłonęła nad Pacyfikiem.
- 25 stycznia – Mujibur Rahman został po raz drugi prezydentem Bangladeszu.
- 30 stycznia – 42 osoby zginęły w katastrofie tureckiego samolotu Fokker F28 w Stambule.
- 4 lutego – trzęsienie ziemi (pierwsze skutecznie przewidziane) w Haicheng (Liaoning, Chiny) – według władz chińskich zginęło 2041 osób, a 27 538 odniosło rany.
- 5 lutego – Richard Ratsimandrava objął urząd prezydenta Madagaskaru. Został zamordowany 6 dni później.
- 9 lutego – w katastrofie zachodnioniemieckiego samolotu wojskowego Transall C-160D na greckiej Krecie zginęło 37 żołnierzy Bundeswehry, mających objąć służbę w bazie NATO na terenie wyspy oraz 5 członków załogi.
- 11 lutego – Margaret Thatcher została wybrana jako pierwsza kobieta na przewodniczącą Partii Konserwatywnej.
- 13 lutego:
  - Anker Jørgensen został po raz drugi premierem Danii.
  - proklamowano powstanie autonomicznego Tureckiego Federalnego Państwa Cypru.
  - na 11. piętrze północnej wieży World Trade Center w Nowym Jorku wybuchł groźny pożar, który objął piętra od 9. do 14.
- 14 lutego – ustanowiono najwyższe odznaczenie australijskie Order Australii.
- 22 lutego:
  - 27 osób zginęło, a 25 zostało rannych w zderzeniu pociągów w południowej Norwegii.
  - dokonano oblotu radzieckiego samolotu szturmowego Su-25.
- 24 lutego – ukazał się album Physical Graffiti grupy Led Zeppelin.
- 28 lutego – 43 osoby zginęły w katastrofie na stacji Moorgate w londyńskim metrze.
- 1 marca – w Australii rozpoczęto nadawanie sygnału kolorowej telewizji.
- 4 marca – Charlie Chaplin otrzymał tytuł szlachecki od królowej angielskiej Elżbiety II.
- 5 marca – 20 osób zginęło, a 12 zostało rannych w wyniku strzelaniny po ataku palestyńskich terrorystów na Hotel Savoy w Tel Awiwie.
- 6 marca – wiceprezydent Iraku Saddam Husajn i szach Iranu Mohammad Reza Pahlawi zawarli w Algierze porozumienie w sprawie uregulowania sporu granicznego.
- 12 marca – Etiopia została proklamowana republiką.
- 16 marca – amerykańska sonda Mariner 10 dokonała trzeciego przelotu obok Merkurego.
- 18 marca – wojna wietnamska: decydujące zwycięstwo Wietnamu Północnego w bitwie o Buôn Ma Thuột.
- 21 marca – junta wojskowa ogłosiła zniesienie cesarstwa w Etiopii.
- 22 marca – w Sztokholmie odbył się 20. Konkurs Piosenki Eurowizji.
- 24 marca – utracono łączność z amerykańską sondą Mariner 10, która badała Wenus i Merkurego.
- 25 marca – król Arabii Saudyjskiej Fajsal ibn Abd al-Aziz Al Su’ud został zastrzelony przez swego bratanka.
- 27 marca:
  - rozpoczęto budowę ropociągu Trans-Alaska.
  - dokonano oblotu samolotu pasażerskiego de Havilland Canada DHC-7 Dash-7.
- 30 marca – w Hamilton w amerykańskim stanie Ohio 30-letni James Ruppert zamordował w domu matki 11 członków swej rodziny (matkę, brata, jego żonę i ich ośmioro dzieci w wieku od 4 do 17 lat).
- 31 marca – Süleyman Demirel został po raz drugi premierem Turcji.
- 1 kwietnia:
  - w obliczu pewnego zwycięstwa Czerwonych Khmerów prezydent Kambodży Lon Nol zrezygnował z władzy i udał się do USA.
  - w japońskiej telewizji wyemitowano premierowy odcinek serialu animowanego Pszczółka Maja.
- 2 kwietnia:
  - zakończono budowę CN Tower w Toronto.
  - 29 osób zginęło w katastrofie autobusu pod francuskim Grenoble.
- 3 kwietnia:
  - Rosjanin Anatolij Karpow został uznany mistrzem świata przez Międzynarodową Federację Szachową (FIDE) po tym, gdy Amerykanin Bobby Fischer nie przystąpił do meczu finałowego.
  - premiera filmu Monty Python i Święty Graal.
- 4 kwietnia:
  - Bill Gates i Paul Allen założyli Microsoft Corporation.
  - 172 osoby zginęły w katastrofie ewakuującego wietnamskie sieroty wojenne amerykańskiego samolotu wojskowego Lockheed C-5 Galaxy.
- 5 kwietnia:
  - po śmierci Czang Kaj-szeka nowym prezydentem Tajwanu został Yen Chia-kan.
  - krótko po starcie doszło do awarii rakiety nośnej statku kosmicznego Sojuz 18-1. Dwuosobowa załoga powróciła bezpiecznie na Ziemię dzięki zadziałaniu automatycznego systemu ratunkowego.
- 8 kwietnia:
  - odbyła się 47. ceremonia wręczenia Oscarów.
  - utworzono Park Narodowy Voyageurs w stanie Minnesota.
- 12 kwietnia – Amerykanie ewakuowali 276 pracowników swojej ambasady ze stolicy Kambodży Phnom Penh.
- 13 kwietnia:
  - wybuchła libańska wojna domowa.
  - prezydent Czadu Ngarta Tombalbaye został zamordowany podczas wojskowego zamachu stanu. Władze w kraju przejął pułkownik Félix Malloum.
- 16 kwietnia:
  - Mamdouh Salem został premierem Egiptu.
  - Léon Mébiame został premierem Gabonu.
- 17 kwietnia – Czerwoni Khmerzy zajęli stolicę Kambodży Phnom Penh i obalili reżim Lon Nola, zmieniając nazwę kraju na Kampucza.
- 19 kwietnia:
  - Nicolaas Johannes Diederichs został prezydentem RPA.
  - w Papui-Nowej Gwinei kina zastąpiła dolara australijskiego.
  - z radzieckiego kosmodromu Kapustin Jar został wystrzelony pierwszy indyjski sztuczny satelita Ariabhata.
  - Włochy zremisowały bezbramkowo z Polską w rozegranym w Rzymie meczu eliminacyjnym do mistrzostw Europy.
- 21 kwietnia:
  - w obliczu klęski w wojnie z Wietnamem Północnym, prezydent Wietnamu Południowego Nguyễn Văn Thiệu ustąpił ze stanowiska i wyemigrował na Tajwan.
  - wprowadzono Europejską Jednostkę Rozrachunkową (EUA).
  - został wydany album ABBA grupy ABBA.
- 22 kwietnia – prezydent Hondurasu generał Oswaldo López Arellano został oskarżony wraz ze swoim ministrem finansów o korupcję i zmuszony do ustąpienia ze stanowiska. Nowym prezydentem został Juan Alberto Melgar Castro.
- 24 kwietnia:
  - Frakcja Czerwonej Armii rozpoczęła okupację ambasady RFN w Sztokholmie.
  - zakończono produkcję Citroëna DS.
- 25 kwietnia – w Portugalii Partia Socjalistyczna wygrała wybory do Zgromadzenia Narodowego.
- 29 kwietnia – wojna wietnamska: rozpoczęła się operacja Frequent Wind, ewakuacja drogą powietrzną Amerykanów i niektórych Wietnamczyków z Sajgonu.
- 30 kwietnia:
  - upadł Sajgon stolica Wietnamu Południowego, koniec wojny wietnamskiej.
  - ogłoszono bezwarunkową kapitulację wojsk południowowietnamskich.
- 3 maja – wszedł do służby lotniskowiec o napędzie atomowym USS Nimitz.
- 12 maja – amerykański statek handlowy SS „Mayaguez” z 39-osobową załogą został zaatakowany i uprowadzony przez kambodżańskich Czerwonych Khmerów.
- 16 maja:
  - Indie zaanektowały Sikkim jako swój 22. stan.
  - Japonka Junko Tabei jako pierwsza kobieta zdobyła Mount Everest.
- 20 maja – ustanowiono flagę Kamerunu.
- 21 maja:
  - premiera amerykańskiego filmu sensacyjnego Akcja na Eigerze w reżyserii Clinta Eastwooda.
  - premiera brytyjskiej komedii kryminalnej Powrót Różowej Pantery w reżyserii Blake’a Edwardsa.
  - Tupua Tamasese Lealofi IV został po raz drugi premierem Samoa.
  - w zachodnioniemieckim Stammheim rozpoczął się proces przywódców RAF: Andreasa Baadera, Ulrike Meinhof, Gudrun Ensslin i Jana-Carla Raspego.
- 24 maja – z kosmodromu Bajkonur został wystrzelony Sojuz 18 z dwuosobową załogą.
- 28 maja – wraz z podpisaniem traktatu z Lagos utworzono Wspólnotę Gospodarczą Państw Afryki Zachodniej.
- 29 maja – Gustáv Husák został prezydentem Czechosłowacji.
- 30 maja – powstała Europejska Agencja Kosmiczna (ESA).
- 3 czerwca – dokonano oblotu japońskiego myśliwca Mitsubishi F-1.
- 5 czerwca:
  - w referendum w Wielkiej Brytanii 67% głosujących opowiedziało się za pozostaniem kraju w EWG.
  - otwarto żeglugę na Kanale Sueskim zawieszoną po wojnie sześciodniowej.
- 7 czerwca – przedsiębiorstwo Sony zaprezentowało system zapisu wideo Betamax.
- 8 czerwca – w kierunku Wenus wystrzelono radziecką sondę Wenera 9.
- 18 czerwca – w Rijadzie został publicznie ścięty emir Fajsal ibn Musa’id, skazany na śmierć za zastrzelenie w marcu tego roku swego stryja, króla Arabii Saudyjskiej Fajsala.
- 19 czerwca – bezzałogowa sonda kosmiczna Viking 1 osiągnęła orbitę Marsa.
- 20 czerwca – odbyła się światowa premiera filmu Szczęki w reżyserii Stevena Spielberga.
- 24 czerwca – 113 osób zginęło, a 11 zostało rannych w katastrofie należącego do Eastern Air Lines Boeinga 727 w Nowym Jorku.
- 25 czerwca – Mozambik uzyskał niepodległość (od Portugalii).
- 26 czerwca:
  - premier Indira Gandhi wprowadziła stan wyjątkowy w Indiach.
  - w incydencie zbrojnym w Oglala w rezerwacie Pine Ridge zginęło 2 agentów FBI i Indianin z Ruchu Indian Amerykańskich (AIM).
- 1 lipca – Włochy objęły prezydencję w Radzie Unii Europejskiej
- 5 lipca – Republika Zielonego Przylądka uzyskała niepodległość od Portugalii.
- 6 lipca:
  - Komory uzyskały niepodległość od Francji.
  - klacz wyścigowa Ruffian złamała nogę podczas wyścigu ze zwycięzcą Kentucky Derby Foolish Pleasure (następnego dnia musiała zostać uśpiona).
- 7 lipca – konsekracja sanktuarium maryjnego w Torreciudad (Hiszpania).
- 12 lipca – Wyspy Świętego Tomasza i Książęca uzyskały niepodległość od Portugalii.
- 15 lipca – rozpoczęła się radziecko-amerykańska misja kosmiczna Sojuz-Apollo.
- 17 lipca – na orbicie okołoziemskiej doszło do połączenia amerykańskiego statku Apollo 18 z radzieckim Sojuzem 19 w ramach misji Sojuz-Apollo.
- 18 lipca – dokonano oblotu czeskiego samolotu akrobacyjnego Zlin Z-50.
- 28 lipca – po raz pierwszy zdobyty został szczyt Broad Peak Middle (8013 m n.p.m.); zdobywcami byli Polacy z KW Wrocław – Kazimierz Głazek, Marek Kęsicki, Janusz Kuliś, Bohdan Nowaczyk, Andrzej Sikorski, a kierownikiem wyprawy był Janusz Fereński. Był to pierwszy ośmiotysięcznik zdobyty przez Polaków.
- 1 sierpnia:
  - w Helsinkach przyjęto Akt końcowy Konferencji Bezpieczeństwa i Współpracy w Europie.
  - Kabinda (obecnie prowincja Angoli) ogłosiła niepodległość (od Portugalii).
- 3 sierpnia – 188 osób zginęło w katastrofie jordańskiego Boeinga 707 w Maroku.
- 4 sierpnia – terroryści z Japońskiej Czerwonej Armii wzięli 52 zakładników w ambasadach Szwecji i USA w Kuala Lumpur, domagając się uwolnienia przez rząd japoński pięciu aresztowanych członków organizacji.
- 8 sierpnia – w Chinach w wyniku powodzi wywołanej tajfunem została przerwana tama Banqiao i 61 mniejszych tam; zginęło 26 tysięcy osób.
- 15 sierpnia – przewrót wojskowy w Bangladeszu; zamordowany został prezydent Sheikh Mujibur Rahman i jego rodzina.
- 16 sierpnia – pierwszy raz został aresztowany amerykański seryjny morderca Ted Bundy.
- 20 sierpnia:
  - wystrzelono bezzałogową sondę kosmiczną Viking 1 w stronę Marsa.
  - w katastrofie czechosłowackiego Iła-62 pod Damaszkiem zginęło 126 osób.
- 23 sierpnia – komunistyczne siły Pathet Lao zdobyły stolicę Laosu Wientian.
- 27 sierpnia – zdetronizowany ostatni cesarz Etiopii Hajle Syllasje został zamordowany przez etiopską służbę bezpieczeństwa.
- 29 sierpnia – w gwiazdozbiorze Łabędzia rozbłysła gwiazda nowa V1500 Cygni.
- 1 września – doszło do zawarcia izraelsko-egipskiego porozumienia w sprawie półwyspu Synaj. Na jego mocy Izrael przeprowadził częściowe wycofanie swoich wojsk na odległość 70 km na wschód od Kanału Sueskiego.
- 6 września – 2385 osób zginęło w zniszczonym przez trzęsienie ziemi mieście Lice w tureckiej prowincji Diyarbakır.
- 9 września – wystrzelono sondę marsjańską Viking 2.
- 13 września – w Holandii szaleniec zniszczył obraz Rembrandta Straż nocna.
- 14 września – Elisabeth Ann Seton została pierwszą amerykańską świętą, kanonizowaną przez papieża Pawła VI.
- 15 września – zespół Pink Floyd wydał album Wish You Were Here.
- 16 września:
  - Papua-Nowa Gwinea proklamowała niepodległość (od Australii).
  - Mozambik, Republika Zielonego Przylądka oraz Wyspy Świętego Tomasza i Książęca zostały członkami ONZ.
- 18 września – w San Francisco aresztowano Patty Hearst, dziedziczkę fortuny magnata prasowego Williama Randolpha Hearsta, która, po porwaniu jej przez lewicową grupę rewolucyjną, została jej członkinią i wzięła udział w napadzie na bank.
- 19 września:
  - założono Uniwersytet w Mariborze (Słowenia).
  - BBC wyemitowała premierowy odcinek sitcomu Hotel Zacisze.
- 21 września – premiera filmu Pieskie popołudnie.
- 22 września – dokonano nieudanego zamachu na prezydenta USA Geralda Forda.
- 30 września:
  - w Libanie rozbił się węgierski Tu-154B; zginęło 60 osób.
  - dokonano oblotu amerykańskiego śmigłowca szturmowego Apache.
- 4 października – otwarto Port lotniczy Montreal-Mirabel.
- 10 października – Papua-Nowa Gwinea została członkiem ONZ.
- 11 października:
  - zwodowano lotniskowiec o napędzie atomowym USS „Dwight D. Eisenhower”.
  - w Fayetteville (Arkansas) pobrali się Hillary Rodham i Bill Clinton.
  - w sieci NBC ukazało się premierowe wydanie programu Saturday Night Live.
- 12 października – Oliver Plunkett został kanonizowany przez papieża Pawła VI.
- 18 października – we Francji otwarto Most Saint-Nazaire nad Loarą.
- 19 października:
  - w Rzymie beatyfikowano Marię Teresę Ledóchowską.
  - premiera filmu Lot nad kukułczym gniazdem w reżyserii Miloša Formana.
- 22 października – radziecka sonda Wenera 9 wylądowała na Wenus, po raz pierwszy w historii transmitowała na Ziemię (przez 53 minuty po wylądowaniu), zdjęcia z innej planety.
- 30 października – w katastrofie jugosłowiańskiego samolotu Douglas DC-9 pod Pragą zginęło 75 osób.
- 31 października – zespół Queen wydał singel Bohemian Rhapsody.
- 3 listopada – stacja ABC News rozpoczęła emisję programu Good Morning America.
- 6 listopada:
  - Zielony Marsz: 300 tys. Marokańczyków przekroczyło w pokojowej demonstracji granicę z Saharą Hiszpańską (obecnie Sahara Zachodnia), domagając się zakończenia hiszpańskiej okupacji prowincji.
  - pierwszy koncert grupy Sex Pistols.
- 10 listopada:
  - rezolucję ONZ nr 3379, stwierdzającą, że syjonizm jest formą rasizmu, przyjęto stosunkiem głosów 72 do 35 (w 1991 rezolucja została uchylona).
  - Włochy i Jugosławia zawarły traktat z Osimo, regulujący wspólną granicę.
- 11 listopada:
  - Angola proklamowała niepodległość (od Portugalii).
  - w wyniku kryzysu politycznego gubernator generalny Australii John Kerr jedyny raz w historii zdymisjonował premiera (Gougha Whitlama) i powołał nowego (Malcolma Frasera) do czasu przedterminowych wyborów.
- 12 listopada – Komory zostały członkiem ONZ.
- 13 listopada – palestyńscy terroryści z Al-Fatah zdetonowali bombę na handlowej ulicy Zion Square w centrum Jerozolimy. Zginęło 6 Izraelczyków, a 40 osób zostało rannych.
- 14 listopada – Hiszpania wycofała się z Sahary Zachodniej.
- 20 listopada:
  - 3 arabskich terrorystów wdarło się do akademika w Ramat Magszimim na Wzgórzach Golan, zabijając trzech izraelskich studentów i raniąc jednego.
  - Wilnelia Merced z Portoryko zdobyła w Londynie tytuł Miss World 1975.
- 21 listopada – grupa Queen wydaje jeden z najdroższych albumów w historii muzyki: A Night At The Opera.
- 22 listopada – Jan Karol został królem Hiszpanii.
- 25 listopada:
  - holenderska kolonia Gujana Holenderska otrzymała niepodległość jako Surinam.
  - Portugalia: nieudany komunistyczny zamach stanu.
- 28 listopada – Timor Wschodni ogłosił niepodległość (od Portugalii).
- 29 listopada – otwarto Port lotniczy Montreal-Mirabel.
- 30 listopada – Dahomej zmienił nazwę na Benin.
- 1 grudnia – prezydent USA Gerald Ford przybył z wizytą do Pekinu.
- 2 grudnia:
  - 91 osób zginęło, a 150 zostało rannych w izraelskim nalocie na obozy palestyńskie w Libanie.
  - proklamowano Ludowo-Demokratyczną Republikę Laosu.
- 7 grudnia:
  - Indonezja zaatakowała Timor Wschodni.
  - w elektrowni atomowej w Greifswaldzie w NRD spięcie spowodowane pomyłką elektryka wywołało pożar, który niemal spowodował stopienie reaktora.
- 10 grudnia – utworzono Europejski Fundusz Rozwoju Regionalnego.
- 21 grudnia – wenezuelski terrorysta Ilich Ramírez Sánchez, znany jako „Carlos”, przez prasę określany też jako „Szakal”, dokonał zamachu na siedzibę OPEC w Wiedniu podczas odbywającego się tam szczytu państw członkowskich z udziałem ministrów i dyplomatów.
- 25 grudnia – Steve Harris założył w Londynie zespół muzyczny Iron Maiden.
- 26 grudnia – rozpoczął regularne loty pierwszy ponaddźwiękowy samolot pasażerski Tu-144S.
- 27 grudnia:
  - papież Paweł VI wezwał Izrael do uznania praw Palestyńczyków.
  - 372 górników zginęło w katastrofie w kopalni węgla kamiennego w Chasnala w indyjskim stanie Jharkhand.
- 29 grudnia – 11 osób zginęło, a 74 zostały ranne w wybuchu bomby podłożonej przez nieznanych sprawców na lotnisku LaGuardia w Nowym Jorku.
- Odkrycie tzw. białek adhezyjnych.

## Wydarzenia sportowe
- 8–25 maja – XXVII Wyścig Pokoju, kolejne zwycięstwo Ryszarda Szurkowskiego.
- 29 maja – Mirosław Wodzyński ustanowił rekord Polski w biegu na 110 m ppł. wynikiem 13,55 s.
- 24 czerwca – Norweżka Grete Andersen ustanowiła w Oslo rekord świata w biegu na 3000 m wynikiem 8:46,6 s.
- 27 czerwca – Bronisława Ludwichowska ustanowiła rekord Polski w biegu na 3000 m wynikiem 8:58,8 s.
- 1 lipca – w Sztokholmie
  - Szwed Anders Gärderud ustanowił rekord świata w biegu na 3000 m przeszk. wynikiem 8:09,8 s.
  - Bronisław Malinowski ustanowił rekord Polski w biegu na 3000 m przeszk. wynikiem 8:12,6 s.
- 12 lipca – Grażyna Rabsztyn ustanowiła rekord Polski w biegu na 100 m ppł. wynikiem 12,82 s.
- 30 lipca – Marian Gęsicki ustanowił rekord Polski w biegu na 800 m wynikiem 1.45,4 s.
- 12 sierpnia – Nowozelandczyk John Walker ustanowił w szwedzkim Göteborgu nowy rekord świata w biegu na 1 milę, stając się pierwszym lekkoatletą który „złamał” granicę 3 min. 50 sek. (3:49,4 s.)
- 17 sierpnia – Bronisława Ludwichowska ustanowiła rekord Polski w biegu na 1500 m wynikiem 4:12,9 s.
- 10 września – Piłka nożna: w ramach eliminacji mistrzostw Europy Polska pokonała drużynę Holandii 4:1.
- 15 października – Brazylijczyk João Carlos de Oliveira ustanowił w Meksyku rekord świata w trójskoku (17,89 m).

## Dane statystyczne
- Ludność świata: 4 068 109 tys.
  - Azja: 2 397 512 tys. (58,93%)
  - Europa: 675 542 tys. (16,61%)
  - Afryka: 408 160 tys. (10,03%)
  - Ameryka Łacińska: 321 906 tys. (7,91%)
  - Ameryka Północna: 243 425 tys. (5,98%)
  - Oceania: 21 564 tys. (0,53%)
- Najludniejsze państwa świata[1]
  - 1.ChRL: 917 899 tys. (22,56% ludności świata)
  - 2.Indie: 618 923 tys. (15,21%)
  - 3.USA: 215 465 tys. (5,30%)
  - 4.Indonezja: 135 271 tys. (3,33%)
  - 5.ZSRR: 134 293 tys. (3,30%)
  - 6.Japonia: 111 573 tys. (2,74%)
  - 7.Brazylia: 108 879 tys. (2,68%)
  - 8.RFN+NRD: 78 672 tys. (1,93%)
  - 9.Pakistan: 76 456 tys. (1,88%)
  - 10.Bangladesz: 76 153 tys. (1,87%)

## Urodzili się
- 1 stycznia:
  - Kevin Koe, kanadyjski curler
  - Rafał Maćkowiak, polski aktor
  - Eiichirō Oda, japoński mangaka
  - Roman Slobodjan, niemiecki szachista, arcymistrz
- 2 stycznia:
  - Tomasz Dąbrowski, polski urzędnik państwowy, podsekretarz stanu w Ministerstwie Energii
  - Edyta Lewandowska, polska dziennikarka
- 3 stycznia:
  - Thomas Bangalter, francuski muzyk, członek zespołu Daft Punk
  - Ronald Cerritos, salwadorski piłkarz
  - Aneta Germanowa, bułgarska siatkarka
  - Shanta Ghosh, niemiecka lekkoatletka, sprinterka
  - Jun Maeda, japoński pisarz, kompozytor
  - Danica McKellar, amerykańska aktorka, matematyk
  - Witold Repetowicz, polski prawnik, dziennikarz, reporter wojenny
  - Robert Schultzberg, szwajcarski perkusista
  - Siergiej Wyszedkiewicz, rosyjski hokeista
- 4 stycznia:
  - Sandra Kiriasis, niemiecka bobsleistka
  - Ewa Larysa Krause, polska judoczka (zm. 1997)
- 5 stycznia – Bradley Cooper, amerykański aktor
- 6 stycznia:
  - Andrzej Hordyj, polski samorządowiec, ekonomista, burmistrz Bielawy
  - Paweł Okraska, polski aktor
- 7 stycznia:
  - Kylie Bax, nowozelandzka modelka
  - Piia-Noora Kauppi, fińska polityk, eurodeputowana
  - Mojca Suhadolc, słoweńska narciarka alpejska
- 8 stycznia:
  - Reiko Chiba, japońska aktorka
  - Gienek Loska, białorusko-polski muzyk (zm. 2020)
- 9 stycznia:
  - Adrianna Jaroszewicz, polska aktorka
  - Gunnhild Øyehaug, norweska pisarka i poetka
- 10 stycznia:
  - Marina Hands, francuska aktorka
  - Sławomir Miklicz, polski samorządowiec, członek zarządu województwa podkarpackiego
- 12 stycznia – Ekaterini Deli, grecka koszykarka
- 14 stycznia:
  - Jordan Ladd, amerykańska aktorka
  - Rikke Schmidt, duńska piłkarka ręczna, bramkarka
- 15 stycznia:
  - Mary Pierce, francuska tenisistka
  - Sophie Wilmès, belgijska polityk, premier Belgii
- 16 stycznia:
  - Julie Ann Emery, amerykańska aktorka
  - Eva Repková, słowacka szachistka
  - Karina Szymańska, polska lekkoatletka, biegaczka długodystansowa
- 17 stycznia:
  - Annica Åhlén, szwedzka hokeistka, bramkarka
  - Ewa Brych-Pająk, polska lekkoatletka, biegaczka
  - Michał Witkowski, polski pisarz
- 18 stycznia – Aleksandra Woźniak, polska aktorka, psychoterapeutka
- 19 stycznia:
  - Dorota Baranowska, polska aktorka
  - Natalie Cook, australijska siatkarka plażowa
  - Somjit Jongjohor, tajski bokser
  - Mariusz Krzemiński, polski aktor
  - Birger Lüssow, niemiecki polityk
- 20 stycznia:
  - Hykmete Bajrami, kosowska polityk,
  - Hadrian Filip Tabęcki, polski kompozytor, pianista, producent muzyczny
- 21 stycznia – Bea Simóka, węgierska pięcioboistka nowoczesna
- 22 stycznia:
  - Balthazar Getty, amerykański aktor
  - Anja Kunick, niemiecka sędzina piłkarska
- 23 stycznia – Joanna Sydor-Klepacka, polska aktorka
- 25 stycznia:
  - Mia Kirshner, kanadyjska aktorka
  - Michaela Taupe-Traer, austriacka wioślarka
- 26 stycznia:
  - Cyia Batten, amerykańska aktorka, piosenkarka
  - Łukasz Migdalski, polski klawiszowiec, kompozytor, członek zespołów: Aion, Lebenssteuer, Sacriversum, Artrosis i Electric Chair
  - Tomasz Suski, polski koszykarz
- 27 stycznia – Benjamin von Stuckrad-Barre, niemiecki pisarz
- 28 stycznia – Susana Feitor, portugalska lekkoatletka, chodziarka
- 30 stycznia:
  - Manuela Mucke, niemiecka kajakarka
  - Małgorzata Myśliwiec, polska politolog, wykładowczyni akademicka
  - Yumi Yoshimura, japońska piosenkarka
- 31 stycznia:
  - Agata Mróz, polska judoczka
  - Preity Zinta, indyjska aktorka
- 1 lutego:
  - Tracy Cameron, kanadyjska wioślarka
  - Ekaterini Tanu, grecka lekkoatletka, sprinterka
- 2 lutego:
  - Jiang Cuihua, chińska kolarka torowa
  - Tabitha Suzuma, brytyjska pisarka pochodzenia jspońskiego
  - Irena Tokarz, polska judoczka
- 3 lutego:
  - Piotr Babiarz, polski samorządowiec, polityk, poseł na Sejm RP
  - Kinga Ilgner, polska aktorka
- 4 lutego:
  - Natalie Imbruglia, australijska piosenkarka, aktorka
  - Wang Lei, chińska szachistka
- 5 lutego:
  - Wojciech Drożdż, ekonomista, samorządowiec, wicemarszałek województwa zachodniopomorskiego
  - Alison Hammond, brytyjska osobowość telewizyjna oraz aktorka
- 7 lutego:
  - Wes Borland, amerykański muzyk, gitarzysta zespołu Limp Bizkit
  - Jelizawieta Tiszczenko, rosyjska siatkarka
- 8 lutego – Grzegorz Mackiewicz, polski samorządowiec, prezydent Pabianic
- 9 lutego:
  - André Da Silva, portugalski rugbysta
  - Jérôme Gay, francuski skoczek narciarski
  - Stuart Young, trynidadzki polityk i prawnik, premier Trynidadu i Tobago
- 10 lutego:
  - Claire Goose, brytyjska aktorka
  - Adrian Ochalik, polski aktor
  - Tina Thompson, amerykańska koszykarka
- 11 lutego:
  - Trine Bakke, norweska narciarka alpejska
  - Kamil Cetnarowicz, polski aktor
  - Yumileidi Cumbá, kubańska lekkoatletka, kulomiotka
- 12 lutego:
  - Hossam Abdelmoneim, egipski piłkarz
  - Cliff Bleszinski, amerykański projektant gier komputerowych pochodzenia polskiego
  - Scot Pollard, amerykański koszykarz
  - Regla Torres Herrera, kubańska siatkarka
  - Katarzyna Żakowicz, polska lekkoatletka, miotaczka
  - Michał Kolodziejski, ambasador Polski w Australii
- 13 lutego – Aleksandra Ska, polska artystka intermedialna
- 14 lutego:
  - Leandro Fonseca, brazylijski piłkarz
  - Mirka Francia, kubańska siatkarka
  - Nika Gilauri, gruziński polityk, premier Gruzji
  - Xavier Girard, francuski narciarz, specjalista kombinacji norweskiej
  - Wiktor Kozłow, rosyjski hokeista
  - Tomasz Tyndyk, polski aktor
- 15 lutego:
  - Katarzyna Gujska, polska siatkarka
  - Lucyna Nowak, polska lekkoatletka, skoczkini wzwyż
- 16 lutego:
  - Nanase Aikawa, japońska piosenkarka
  - Karolina Bułat, polska tenisistka
  - Dominik Czubek, polski koszykarz
  - Sebastian Kolasiński, polski łyżwiarz figurowy
  - Emilia Nazaruk, polska piosenkarka, wiolonczelistka, pedagog
  - Rebecca Shoichet, kanadyjska piosenkarka, aktorka głosowa
- 17 lutego:
  - Anita Jancia, polska aktorka
  - Michiko Kichise, japońska aktorka, modelka
  - David Goggins, amerykański żołnierz US NAVY SEALs, ultramaratończyk, triathlonista, filantrop
- 18 lutego:
  - Igor Dodon, prezydent Mołdawii
  - Amber Neben, amerykańska kolarka szosowa
  - Gary Neville, angielski piłkarz
  - Christo Żiwkow, bułgarski aktor (zm. 2023)
- 19 lutego:
  - Daniel Adair, kanadyjski muzyk, perkusista zespołu rockowego Nickelback
  - Łukasz Golec, polski muzyk, założyciel zespołu Golec uOrkiestra
  - Paweł Golec, polski muzyk, założyciel zespołu Golec uOrkiestra
- 20 lutego – Maria Liktoras, polska siatkarka
- 21 lutego:
  - Parsegh Baghdassarian, libański duchowny ormiańskokatolicki, biskup pomocniczy eparchii w Glendale
  - Anna Chęćka-Gotkowicz, polska doktor habilitowana nauk humanistycznych
- 22 lutego:
  - Rusłana Suszko, ukraińska koszykarka
  - Drew Barrymore, amerykańska aktorka, producentka i reżyserka filmowa
  - Olga Budina, rosyjska aktorka
  - Gianni Guigou, urugwajski piłkarz
  - Dina Koricka, rosyjska lekkoatletka, wieloboistka
- 23 lutego:
  - Julia Fiedorczuk, polska poetka, pisarka, tłumaczka, krytyk literacki
  - Ewa Kowalkowska, polska siatkarka
  - Natalia Verbeke, hiszpańska aktorka pochodzenia argentyńskiego
- 24 lutego:
  - Ashley MacIsaac, kanadyjski skrzypek
  - Jiří Snítil, czeski curler
- 25 lutego – Dariusz Dziadzio, polski polityk, poseł na Sejm RP
- 26 lutego:
  - Beata Bublewicz, polska polityk, poseł na Sejm RP
  - Paweł Skutecki, polski dziennikarz, polityk, poseł na Sejm RP
- 28 lutego – Bernard Marszałek, polski motorowodniak, syn Waldemara Marszałka (zm. 2007)
- 1 marca – Pablo Lemoine, urugwajski rugbysta, trener
- 3 marca – Johanna Wokalek, niemiecka aktorka pochodzenia rumuńskiego
- 5 marca:
  - Jolene Blalock, amerykańska aktorka
  - Delloreen Ennis-London, jamajska lekkoatletka, sprinterka
  - Mihai Gîncu, mołdawski muzyk, członek zespołu Zdob și Zdub
  - Esther San Miguel, hiszpańska judoczka
- 6 marca:
  - Aracely Arámbula, meksykańska aktorka, piosenkarka
  - Aneta Krawczyk, polska polityk
- 7 marca:
  - Ljubomira Baczewa, bułgarska tenisistka
  - Ellie Chowns, brytyjska działaczka samorządowa, polityk, eurodeputowana
- 8 marca:
  - Marta Szumska, polska koszykarka
  - Martyna Bunda, polska dziennikarka, pisarka
  - Agnieszka Domańska, polska łyżwiarka figurowa
  - Uwe Ehlers, niemiecki piłkarz, trener
  - Andreas Glück, niemiecki samorządowiec, polityk, eurodeputowany
  - François Grenet, francuski piłkarz
  - Bjarni Hammer, farerski wioślarz, policjant, polityk
  - Roman Hlouch, czeski hokeista
  - Sułtan Ibragimow, rosyjski bokser
  - Eva Ryšavá, czeska siatkarka
  - Markus Weissenberger, austriacki piłkarz
- 9 marca:
  - Roy Makaay, holenderski piłkarz
  - Lisa Miskovsky, szwedzka piosenkarka pochodzenia czesko-fińskiego
  - Juan Sebastián Verón, argentyński piłkarz
- 11 marca:
  - Fredrik Bekken, norweski wioślarz
  - David Cañada, hiszpański kolarz szosowy (zm. 2016)
  - Cedric Henderson, amerykański koszykarz
  - Buwajsar Sajtijew, rosyjski zapaśnik (zm. 2025)
  - Edina Tóth, węgierska polityk, eurodeputowana
- 12 marca:
  - Cecilie Leganger, norweska piłkarka ręczna, bramkarka
  - Amanda Milling, brytyjska polityk
  - Valérie Nicolas, francuska piłkarka ręczna, bramkarka
  - Kristine Roug, duńska żeglarka sportowa
- 13 marca – Bartłomiej Wróblewski, polski prawnik, polityk, poseł na Sejm RP
- 15 marca:
  - Eva Longoria, amerykańska aktorka i modelka
  - Will.i.am, amerykański raper
- 18 marca
  - Sutton Foster, amerykańska aktorka, piosenkarka
  - Kordian Korytek, polski koszykarz
  - Mariusz Naczk, polski fizjolog, wykładowca akademicki
  - Heidy Purga, estońska dziennikarka, polityk
  - Bob Renney, australijski zapaśnik
  - Ester Workel, holenderska wioślarka
- 19 marca:
  - Giorgi Gacharia, gruziński polityk, premier Gruzji
  - Vivian Hsu, tajwańska aktorka, piosenkarka, modelka
  - Le Jingyi, chińska pływaczka
- 20 marca:
  - Djamel Ainaoui, francuski zapaśnik
  - Hans Petter Buraas, norweski narciarz alpejski
  - Aneta Kaczorowska, polska judoczka
  - Bryan Kirkwood, amerykański aktor
  - Denny Kirkwood, amerykański aktor
  - Isolde Kostner, włoska narciarka alpejska
  - Andrius Kupčinskas, litewski polityk, samorządowiec, burmistrz Kowna
  - Silvio Marić, chorwacki piłkarz
  - Andżelika Możdżanowska, polska polityk, sekretarz stanu w Ministerstwie Inwestycji i Rozwoju, senator, poseł na Sejm RP i eurodeputowana
  - Jurij Pawłenko, ukraiński polityk
- 21 marca – Mark J. Williams, walijski snookerzysta, dwukrotny mistrz świata
- 22 marca – Piotr Kroczek, polski duchowny, doktor habilitowany prawa kanonicznego
- 23 marca:
  - Rita Grande, włoska tenisistka
  - Gwendolyn Lau, amerykańska aktorka dubbingowa
  - Katie Mactier, australijska kolarka szosowa i torowa
  - Edith Mastenbroek, holenderska polityk, eurodeputowana (zm. 2012)
  - Maria Seweryn, polska aktorka
- 24 marca:
  - Tamara Arciuch, polska aktorka
  - Frédérique Bel, francuska aktorka
  - Rafał Zając, polski samorządowiec, prezydent Stargardu
- 25 marca:
  - Juvenile, amerykański raper
  - Sofia Karlsson, szwedzka piosenkarka, kompozytorka, autorka tekstów, producentka muzyczna
  - Arkadiusz Klimek, polski piłkarz
  - Tomasz Paluch, polski piłkarz ręczny
  - Gonzalo Romero, gwatemalski piłkarz
- 26 marca:
  - Alessandro Lotta, włoski basista
  - Lenka Šmídová, czeska żeglarka sportowa
  - Freya Van den Bossche, belgijska polityk
  - Guus Vogels, holenderski hokeista na trawie
- 27 marca:
  - Radosław Elis, polski aktor
  - Stacy Ferguson, amerykańska wokalistka, członkini zespołu The Black Eyed Peas
  - Tom Goegebuer, belgijski sztangista
  - Mihaela Melinte, rumuńska lekkoatletka, młociarka
  - Stefán Þórðarsson, islandzki piłkarz
  - Andrzej Szarata, polski naukowiec, profesor nauk inżynieryjno-technicznych, rektor PK
- 28 marca:
  - Kate Gosselin, amerykańska celebrytka, osobowość telewizyjna, pisarka
  - Joanna Szurmiej-Rzączyńska, polska aktorka
  - Adam Weiner, polski piłkarz ręczny, bramkarz
- 29 marca – Korie Hlede, chorwacka koszykarka, trenerka
- 30 marca
  - Jurgita Petrauskienė, litewska działaczka oświatowa, polityk
  - Daliborka Vilipić, serbska koszykarka
- 1 kwietnia – Magdalena Maleewa, bułgarska tenisistka
- 2 kwietnia – Zuzanna Radecka, polska lekkoatletka, sprinterka
- 3 kwietnia – Tyler Faith, amerykańska aktorka pornograficzna
- 5 kwietnia:
  - Jaroslav Baška, słowacki polityk, minister, przewodniczący kraju trenczyńskiego
  - John Hartson, walijski piłkarz
  - Juicy J, amerykański raper
  - Aki Ogawa, japońska curlerka
  - Michał Staszczak, polski aktor
- 10 kwietnia – Michał Tober, polski radca prawny, polityk, poseł na Sejm RP
- 11 kwietnia:
  - Łukasz Borowiak, polski polityk
  - Anita Dark, węgierska aktorka pornograficzna
  - Damian Raczkowski, polski polityk
  - Katarzyna Radochońska, polska aktorka
- 12 kwietnia – Laurent Wauquiez, francuski polityk, prezydent regionu Owernia-Rodan-Alpy
- 13 kwietnia:
  - Agata Jankowska, polska pływaczka
  - Tatjana Nawka, rosyjska łyżwiarka figurowa
  - Iwona Wszołkówna, polska aktorka
- 14 kwietnia:
  - Lita, amerykańska wrestlerka
  - Andy Marshall, angielski piłkarz, bramkarz
  - Anderson Silva, brazylijski zawodnik sportów walki
  - Antwon Tanner, amerykański aktor
- 16 kwietnia - Grzegorz Socha, polski prawnik, samorządowiec, wicemarszałek województwa świętokrzyskiego
- 17 kwietnia:
  - Annick De Decker, belgijska wioślarka
  - José Luis Martínez-Almeida, hiszpański polityk, alkad Madrytu
- 18 kwietnia:
  - Glenda Aguilar, honduraska lekkoatletka, tyczkarka
  - Marek Dyjak, polski kompozytor, wokalista
  - Francien Huurman, holenderska siatkarka
  - Małgorzata Majewska, polska aktorka
  - Jacek Olejniczak, polski koszykarz
  - Christian Sancho, argentyński aktor, model
  - Anna Santer, włoska biegaczka narciarska
- 19 kwietnia:
  - Hana Benešová, czeska lekkoatletka, sprinterka
  - Adam Buszko, polski wokalista, muzyk, kompozytor
  - Iwona Kutyna, polska dziennikarka, prezenterka radiowa i telewizyjna
  - Ai Maeda, japońska piosenkarka, aktorka głosowa
  - Inna Romanowa, ukraińska i białoruska szachistka
  - Katarzyna Rygiel, polska pisarka
- 20 kwietnia – Atifete Jahjaga, kosowska policjantka, polityk, prezydent Kosowa
- 22 kwietnia
  - Margareta Kassangana, polska dyplomatka
  - Aneta Sadach, polska lekkoatletka, trójskoczkini
- 23 kwietnia:
  - Siobhan Hayes, brytyjska aktorka
  - Olga Kern, rosyjska pianistka
- 24 kwietnia:
  - Taizō Hirabayashi, japoński sędzia rugby union
  - Elżbieta Wolnik, polska lekkoatletka, młociarka
- 26 kwietnia
  - Anna Adamska-Gallant, polska prawnik, sędzia Europejskiego Trybunału Praw Człowieka
  - Joey Jordison, amerykański muzyk, kompozytor i instrumentalista (zm. 2021)
- 27 kwietnia:
  - Sylwia Bielawska, polska humanistka, polityk, posłanka na Sejm RP
  - Stanisław Longawa, polski polityk, samorządowiec, wicemarszałek dolnośląski, wójt gminy Kłodzko
  - Zendon Hamilton, amerykański koszykarz
- 29 kwietnia:
  - Mateusz Kusznierewicz, polski żeglarz, trzykrotny medalista olimpijski
  - Anna Orska, polska projektantka biżuterii
- 30 kwietnia
  - Dita Charanzová, czeska dyplomatka, polityk, eurodeputowana
  - Martin Lewandowski, polski przedsiębiorca
  - Arnaud Robinet, francuski polityk, samorządowiec, mer Reims
  - Annika Strandhäll, szwedzka działaczka związkowa, polityk
- 1 maja:
  - Austin Croshere, amerykański koszykarz
  - Yves Cruchten, luksemburski samorządowiec, polityk
  - Marc-Vivien Foé, kameruński piłkarz (zm. 2003)
  - Jerzy Kociatkiewicz, polski socjolog, wykładowca akademicki
  - Christian Manfredini, iworyjski piłkarz
  - Nima Nakisa, irański piłkarz, bramkarz
  - Krzysztof Pyziak, polski aktor
  - Yan Razera, brazylijski piłkarz
  - Neil Sandilands, południowoafrykański aktor, reżyser, scenarzysta i producent filmowy
  - Aleksiej Smiertin, rosyjski piłkarz
  - Marina Waśko, białoruska polityczka
- 2 maja:
  - David Beckham, angielski piłkarz
  - Dorothy Metcalf-Lindenburger, amerykańska astronautka
  - Nathalie zu Sayn-Wittgenstein, duńska księżniczka, jeźdźczyni sportowa
  - Anita Schwaller, szwajcarska snowboardzistka
  - Pia Sundstedt, fińska kolarka górska i szosowa
- 3 maja:
  - Magdalena Gałkowska, polska poetka
  - Christina Hendricks, amerykańska aktorka
  - Robert Jaworski, polski muzyk folkowy, autor tekstów
  - Rafał Mohr, polski aktor
  - Mariusz Popielarz, polski samorządowiec, polityk, poseł na Sejm RP
  - Cezary Zbierzchowski, polski pisarz
- 4 maja:
  - Ołeksandra Fomina, ukraińska siatkarka
  - Monika Mosiewicz, polska poetka
  - Sebastian Wenta, polski strongman
  - Dominika Wolski, polska aktorka
- 6 maja – Susanna Nicchiarelli, włoska reżyserka i scenarzystka filmowa
- 7 maja:
  - Sylwia Błażkiewicz, polska koszykarka
  - Michael Kretschmer, niemiecki polityk, premier Saksonii
  - Roxanna Maracineanu, francuska pływaczka pochodzenia rumuńskiego
  - Bartosz Minkiewicz, polski rysownik i scenarzysta komiksowy
  - Martina Topley-Bird, brytyjska piosenkarka
- 8 maja:
  - Enrique Iglesias, hiszpański piosenkarz
  - Barbara Karaśkiewicz, polska pianistka
  - Krzysztof Sidor, polski koszykarz
- 9 maja:
  - Andrea Huber, szwajcarska biegaczka narciarska
  - Tamia, kanadyjska piosenkarka, aktorka
- 10 maja:
  - Barbara Nowacka, polska informatyk, polityk, poseł na Sejm RP
  - Artur Pontek, polski aktor teatralny, filmowy, telewizyjny i dubbingowy
- 12 maja:
  - Anna Karlsson, szwedzka kajakarka
  - Jared Polis, amerykański polityk, gubernator stanu Kolorado
- 13 maja – Nicki Collen, amerykańska koszykarka, trenerka
- 14 maja – Rashid Atkins, amerykański koszykarz
- 15 maja:
  - Karolina Adamczyk, polska aktorka
  - Marek Kałużyński, polski aktor
  - Peng Xiaoming, chińska lekkoatletka, tyczkarka
  - Iwona Tybinkowska, polska wioślarka
- 16 maja:
  - Tony Kakko, fiński muzyk, klawiszowiec, założyciel zespołu Sonata Arctica
  - Anna Sprung, rosyjsko-austriacka biathlonistka
- 17 maja – Reggie Freeman, amerykański koszykarz
- 18 maja:
  - Maria Bąkowska, urzędniczka, samorządowiec, członek zarządu województwa warmińsko-mazurskiego
  - Jem, walijska piosenkarka, autorka tekstów
  - Natalija Korołewska, ukraińska ekonomistka, polityk
  - Princessa, hiszpańska piosenkarka
- 19 maja:
  - Christelle Gros, francuska biathlonistka
  - Marcin Zając, polski piłkarz
  - Zhang Ning, chińska badmintonistka
- 20 maja – Bruna Esih, chorwacka polityk, badaczka, specjalistka w zakresie kroatologii, posłanka do Zgromadzenia Chorwackiego
- 22 maja:
  - Pablo Chacón, argentyński bokser
  - Mikołaj Chylak, polski malarz, pedagog
  - Jo’az Hendel, izraelski historyk, dziennikarz, polityk
  - Sandra Kociniewski, francuska siatkarka
  - Frantz Kruger, południowoafrykański lekkoatleta, dyskobol
  - Robert Luty, polski perkusista, członek zespołu Poluzjanci
  - Robert Mikołajczak, polski żużlowiec
  - Janne Niinimaa, fiński hokeista
  - Janne Tuohino, fiński kierowca rajdowy
- 23 maja:
  - Iwona Dzięcioł-Marcinkiewicz, polska łuczniczka
  - Francesc Arnau, hiszpański piłkarz, bramkarz (zm. 2021)
  - Alessia Mosca, włoska politolog, polityk, eurodeputowana
- 25 maja:
  - Keiko Fujimori, peruwiańska polityk pochodzenia japońskiego
  - Lauryn Hill, amerykańska wokalistka
  - Isitolo Maka, nowozelandzki rugbysta pochodzenia tongańskiego, trener
- 26 maja - Iwona Bojar, polska ginekolog położnik, wykładowczyni akademicka
- 27 maja:
  - James Dryburgh, szwedzki curler
  - Marek Widuch, polski polityk, poseł na Sejm RP, eurodeputowany do Parlamentu Europejskiego
- 28 maja – Iwona Petry, polska aktorka niezawodowa, fotomodelka, pisarka
- 29 maja:
  - Melanie Brown, brytyjska piosenkarka, aktorka
  - Agnieszka Tomczak-Mełnicka, polska wioślarka
- 30 maja – Marissa Mayer, amerykańska inżynier, bizneswomen
- 31 maja – Sienna Guillory, brytyjska aktorka
- 1 czerwca:
  - Janusz Bojkowski, polski samorządowiec, wójt Postomina
  - Iwona Hołowacz, polska siatkarka
  - Nikol Paszinian, ormiański dziennikarz, polityk, premier Armenii
  - Frauke Petry, niemiecka chemik, bizneswoman, polityk
- 2 czerwca:
  - Cătălina Cristea, rumuńska tenisistka
  - Jill Officer, kanadyjska curlerka
- 4 czerwca – Angelina Jolie, amerykańska aktorka
- 5 czerwca:
  - Sandra Beltran, kolumbijska aktorka
  - Žydrūnas Ilgauskas, litewski koszykarz
  - Aneta Kopacz, polska reżyserka i scenarzystka
- 7 czerwca - Michał Pyrzyk, polski samorządowiec, polityk, starosta słupecki, burmistrz Słupcy, poseł na Sejm RP
- 9 czerwca – Bartosz Żukowski, polski aktor
- 11 czerwca:
  - Mira Awad, izraelska piosenkarka
  - Ulrika Bergman, szwedzka curlerka
  - Margareta Budner, polska polityk
  - Gergely Karácsony, węgierski polityk, burmistrz Budapesztu
  - Aleksander Woźniak, polski kompozytor, autor tekstów, producent muzyczny
- 12 czerwca – Marek Rutka, polski ekonomista, polityk, poseł na Sejm RP
- 13 czerwca:
  - Maciej Banaszak, polski przedsiębiorca, polityk, poseł na Sejm RP
  - Kim Jo-sun, południowokoreańska łuczniczka
  - Anita Lipnicka, polska wokalistka
  - Jacek Niedźwiedzki, polski badmintonista, trener, poseł na Sejm RP
- 14 czerwca:
  - Claudia Schramm, niemiecka bobsleistka
  - Beata Tadla, polska dziennikarka, prezenterka telewizyjna i radiowa
- 15 czerwca:
  - Dewiq, indonezyjska piosenkarka, kompozytorka, autorka tekstów
  - Elizabeth Reaser, amerykańska aktorka
- 16 czerwca:
  - Åsa Svensson, szwedzka tenisistka
  - Elżbieta Wiśniowska, polska polityk
- 17 czerwca:
  - Daffney, amerykańska wrestlerka (zm. 2021)
  - Alice-Mary Higgins, irlandzka polityk, senator
- 19 czerwca:
  - Oksana Chusovitina, uzbecko-niemiecka gimnastyczka
  - Bertold Kittel, polski dziennikarz śledczy
  - Grzegorz Małecki, polski aktor
  - Janet Zach, niemiecka lekkoatletka, tyczkarka
- 21 czerwca:
  - Živilė Pinskuvienė, litewska działaczka samorządowa, polityk
  - Sherraine Schalm, kanadyjska szpadzistka
- 23 czerwca:
  - Irini Mitropulu, grecka koszykarka
  - Lotte Kiærskou, duńska piłkarka ręczna
  - Tetiana Łysenko, ukraińska gimnastyczka
  - Maciej Stuhr, polski aktor, kabareciarz
  - KT Tunstall, szkocka wokalistka, kompozytorka
  - Chris Witty, amerykańska łyżwiarka szybka, kolarka torowa
- 25 czerwca:
  - Linda Cardellini, amerykańska aktorka
  - Albert Costa, hiszpański tenisista
  - Natasha Klauss, kolumbijska aktorka
  - Władimir Kramnik, rosyjski szachista
  - Ernest Nowak, polski samorządowiec, burmistrz Miasta i Gminy Zagórz
  - Tomasz Schreiber, polski matematyk (zm. 2010)
- 26 czerwca:
  - Gwendolyn Rutten, belgijska polityk
  - Paweł Sałek, polski menedżer, polityk, sekretarz stanu w Ministerstwie Środowiska
- 27 czerwca:
  - Roy Haylock, drag queen wcielający się w postać Bianci del Rio
  - Heli Kruger, fińska lekkoatletka, skoczkini w dal i trójskoczkini
  - Tobey Maguire, amerykański aktor
- 28 czerwca:
  - Imke Duplitzer, niemiecka szpadzistka
  - Mirosław Szumiło, polski historyk, wykładowca akademicki
  - Tara Teigen, kanadyjska snowboardzistka
- 29 czerwca:
  - Mónica Estarreado, hiszpańska aktorka pochodzenia kolumbijskiego
  - Rob Fowler, kanadyjski curler
  - Helena Harajda, polska muzykolog, akustyk, profesor (zm. 2011)
  - Katarzyna Matusik-Lipiec, polska polityk
  - José Luis Moltó, hiszpański siatkarz
- 30 czerwca:
  - Ralf Schumacher, niemiecki kierowca wyścigowy
  - Paweł Szrot, polski prawnik, polityk, sekretarz stanu w Kancelarii Prezesa Rady Ministrów
- 1 lipca:
  - Marcin Przybylski, polski aktor teatralny, filmowy i dubbingowy
  - Łukasz Zagrobelny, polski aktor, wokalista
  - Sean Colson, amerykański koszykarz
- 2 lipca
  - Jens Ackermann, niemiecki polityk
  - Alaksandr Turczyn, białoruski ekonomista, polityk, premier Białorusi
- 3 lipca - Ewa Kaliszuk, polska nauczycielka, polityk, senator
- 4 lipca – Chiara Simionato, włoska łyżwiarka szybka
- 5 lipca:
  - Nathalie Dambendzet, węgierska siatkarka
  - Kevin Rice, amerykański koszykarz, trener
  - Ai Sugiyama, japońska tenisistka
  - Gunnar H. Thomsen, farerski muzyk
- 6 lipca:
  - Curtis Jackson (50 Cent), amerykański raper
  - Sebastián Rulli, meksykański aktor, model
- 7 lipca:
  - Nina Hoss, niemiecka aktorka
  - Olga Miedwiedcewa, rosyjska biathlonistka
- 8 lipca:
  - Amara, indonezyjska piosenkarka, aktorka
  - Claire Keim, francuska aktorka, piosenkarka
  - Kim Tiilikainen, fiński tenisista, trener
- 9 lipca:
  - Jessica Folcker, szwedzka piosenkarka
  - Květa Peschke, czeska tenisistka
  - Jack White, amerykański gitarzysta i wokalista
- 10 lipca – Martina Colombari, włoska aktorka, modelka, prezenterka telewizyjna
- 11 lipca – Magdalena Gużkowska-Nurkiewicz, polska szachistka
- 12 lipca:
  - Liliana Gafencu, rumuńska wioślarka
  - Kai Greene, amerykański kulturysta
  - Kristen Michal, estoński polityk, premier Estonii
- 13 lipca – Annie Cotton, kanadyjska aktorka, piosenkarka
- 14 lipca:
  - Taboo, amerykański raper
  - Beata Chmielowska-Olech, polska dziennikarka
- 15 lipca:
  - Edyta Dobrzyńska, polska piłkarka ręczna
  - Heather Nedohin, kanadyjska curlerka
  - Žydrūnas Savickas, litewski strongman
  - Krzysztof Witkowski, polski samorządowiec, burmistrz Koła
- 16 lipca:
  - Diana Kowaczewa, bułgarska prawnik, polityk
  - Margarita Marbler, austriacka narciarka dowolna pochodzenia rosyjskiego
- 17 lipca:
  - Elena Anaya, hiszpańska aktorka
  - Robert Andrzejuk, polski szpadzista
  - Jewgienija Estes, rosyjska siatkarka
  - Cécile de France, belgijska aktorka
  - Jamila Madeira, portugalska polityk, eurodeputowana
- 18 lipca:
  - Daniel Jakubczyk, polski samorządowiec, wójt gminy Gorzyce
  - Daron Malakian, amerykański gitarzysta, wokalista, członek zespołu System of a Down pochodzenia ormiańskiego
  - Sonja Manzenreiter, austriacka saneczkarka
  - M.I.A., brytyjska wokalistka, autorka tekstów, kompozytorka pochodzenia lankijskiego
- 20 lipca:
  - Ray Allen, amerykański koszykarz
  - Judy Greer, amerykańska aktorka
  - Aimee Mullins, amerykańska sportsmenka, aktorka, modelk
- 22 lipca:
  - Michał Dworczyk, polski polityk, minister-członek Rady Ministrów
  - Marek Kawa, polski filolog, polityk, poseł na Sejm RP
  - Paweł Kowal, polski polityk
- 24 lipca:
  - Elena Butnaru, rumuńska siatkarka
  - Eric Szmanda, amerykański aktor
  - Torrie Wilson, amerykańska wrestlerka, modelka
- 25 lipca:
  - Isabelle Blanc, francuska snowboardzistka
  - Krzysztof Jażdżyk, polski przedsiębiorca, samorządowiec, prezydent Skierniewic
- 26 lipca – Liz Truss, brytyjska polityk, premier Wielkiej Brytanii
- 27 lipca:
  - Elise Laverick, brytyjska wioślarka
  - Angela Maurer, niemiecka pływaczka
  - Verena von Strenge, niemiecka tancerka, wokalistka
- 28 lipca – Leonor Watling, hiszpańsko-brytyjska aktorka, wokalistka
- 30 lipca:
  - Maja Lunde, norweska pisarka
  - Kate Starbird, amerykańska koszykarka, naukowiec
- 31 lipca:
  - Anicet Hojdys, polski bokser
  - Kiara Kabukuru, amerykańska modelka pochodzenia ugandyjskiego
  - Lura, portugalska piosenkarka, kompozytorka
- 1 sierpnia:
  - Jakub Kloc-Konkołowicz, polski filozof
  - Adam Skorupa, polski kompozytor, reżyser dźwięku
  - Ane Dahl Torp, norweska aktorka
  - Zbigniew Wojtera, polski polityk, samorządowiec, starosta łęczycki, wójt gminy Daszyna
- 2 sierpnia:
  - Grzegorz Skwara, polski piłkarz
  - Hüseyin Beşok, turecki koszykarz
  - Alena Petrášová, słowacka siatkarka
  - Ingrid Rubio, hiszpańska aktorka
- 5 sierpnia:
  - Eicca Toppinen, fiński wiolonczelista, lider zespołu Apocalyptica
  - Krystian Wieczorek, polski aktor
- 6 sierpnia:
  - Renate Götschl, austriacka narciarka alpejska
  - Katja Koren, słoweńska narciarka alpejska
  - Ángeles Montolio, hiszpańska tenisistka
- 7 sierpnia:
  - Rebecca Kleefisch, amerykańska polityk, wicegubernator stanu Wisconsin
  - Charlize Theron, amerykańska aktorka
  - Bartosz Zbaraszczuk, polski prawnik, polityk, wiceminister
- 8 sierpnia – Marek Pęk, polski prawnik, polityk, wicemarszałek Senatu
- 9 sierpnia:
  - Agnieszka Babicz, polska piosenkarka, śpiewaczka, aktorka
  - Neil Paterson, szkocki sędzia rugby union
- 10 sierpnia:
  - Aneta Jędrzejewska, polska działaczka samorządowa, członkini zarządu województwa kujawsko-pomorskiego
  - Barbara Kałużna, polska aktorka
  - İlhan Mansız, turecki piłkarz
  - Rebecca Elisabeth Taylor, brytyjska polityk
- 11 sierpnia:
  - Asma al-Asad, syryjska pierwsza dama
  - Mateusz Szczurek, polski ekonomista, minister finansów w rządach Donalda Tuska i Ewy Kopacz
- 12 sierpnia:
  - Casey Affleck, amerykański aktor
  - Paloma García Ovejero, hiszpańska dziennikarka
  - Tomasz Puzon, polski karateka
- 15 sierpnia – Kara Wolters, amerykańska koszykarka, komentatorka sportowa
- 16 sierpnia – Ernestyna Bielska, polska biegaczka średniodystansowa
- 17 sierpnia – Gabriele Becker, niemiecka lekkoatletka, sprinterka
- 19 sierpnia:
  - Eliza Kruszczyńska, polska śpiewaczka operowa (sopran)
  - Dorota Łoboda, polska działaczka społeczna, polityczna i samorządowa, posłanka na Sejm RP
  - Emilian Madey, polski kompozytor, pianista, dyrygent, pedagog
  - Tracie Thoms, amerykańska aktorka
  - Marco Coti Zelati, włoski basista, klawiszowiec, kompozytor, członek zespołu Lacuna Coil
- 20 sierpnia:
  - Marcin Adamski, polski piłkarz
  - Beatrice Câșlaru, rumuńska pływaczka
  - Ewa Greś, polska aktorka (zm. 2020)
- 21 sierpnia:
  - Caroline Gennez, belgijska i flamandzka polityk
  - Anna Jędrzejowska, polska dziennikarka
  - Joanna Krupa, polska kulturystka
  - Rafał Osumek, polski żużlowiec
  - Alicia Witt, amerykańska aktorka
- 22 sierpnia – Monika Gorszyniecka, polska siatkarka
- 24 sierpnia – Joanna Jakimiuk, polska szpadzistka
- 25 sierpnia – Petria Thomas, australijska pływaczka
- 26 sierpnia – Katarzyna Ueberhan, polska działaczka społeczna, posłanka na Sejm RP
- 28 sierpnia:
  - Katarzyna Galica, polska aktorka
  - Jade Raymond, kanadyjska producentka gier komputerowych
- 29 sierpnia:
  - Piotr Rowicki, polski pisarz
  - Marzena Sienkiewicz, polska prezenterka telewizyjna
- 30 sierpnia:
  - Marina Anisina, rosyjska łyżwiarka figurowa
  - Natalla Cylinska, białoruska kolarka torowa
- 31 sierpnia:
  - Paweł Łakomy, polski kajakarz
  - Sara Ramírez, meksykańska aktorka, piosenkarka
- 1 września:
  - Cuttino Mobley, amerykański koszykarz
  - Maritza Rodríguez, amerykańska aktorka pochodzenia kolumbijskiego
- 2 września – Magdalena Wójcik, polska wokalistka, członkini zespołu Goya
- 3 września:
  - Chen Jing, chińska siatkarka
  - Aleksander Oniszczuk, amerykański szachista pochodzenia ukraińskiego
  - Redfoo, amerykański raper, piosenkarz, didżej, producent muzyczny, autor piosenek, tancerz, założyciel zespołu LMFAO
  - Dmitrij Stiopuszkin, rosyjski bobsleista (zm. 2022)
- 4 września:
  - Sergio Ballesteros, hiszpański piłkarz
  - Agata Bulwa, polska łuczniczka
  - Leyla Chihuán, peruwiańska siatkarka
  - Mark Ronson, brytyjski producent muzyczny
  - Yoani Sánchez, kubańska filolog, dziennikarka
  - Dominic Seiterle, kanadyjski wioślarz
- 5 września – Bartek Papierz, polski gitarzysta, muzyk sesyjny, producent muzyczny
- 6 września:
  - Sylvie Becaert, francuska biathlonistka
  - Erubey Cabuto, meksykański piłkarz, bramkarz
  - Kalle Kiiskinen, fiński curler
  - Gala Rizzatto, włoska piosenkarka
  - Ryōko Tani, japońska judoczka
  - Reuben Wu, brytyjski fotograf i muzyk[2]
- 7 września – Anna Ilska-Gruchot, polska rzeźbiarka
- 8 września – Jelena Lichowcewa, rosyjska tenisistka
- 9 września – Dorota Zagórska, polska łyżwiarka figurowa
- 10 września – Grażyna Penc, polska lekkoatletka, biegaczka średniodystansowa
- 13 września:
  - Ian Carey, amerykański didżej i producent muzyczny (zm. 2021)
  - Anna Gersznik, radziecka, izraelska i amerykańska szachistka
- 14 września – Romain Poite, francuski sędzia rugby
- 15 września:
  - Robyn Ah Mow-Santos, amerykańska siatkarka
  - Mark Miller, amerykański koszykarz, trener
  - Albërie Hadërgjonaj, albańska piosenkarka
- 16 września:
  - Martin Baxa, czeski polityk, samorządowiec, prezydent Pilzna
  - Rossana de los Ríos, paragwajska tenisistka
  - Małgorzata Zawadzka, polska aktorka
- 17 września – Alexa von Schwichow, niemiecka judoczka
- 18 września:
  - Jusuf asz-Szahid, tunezyjski polityk, premier Tunezji
  - Aneta Krzyżak, polska inżynier
- 19 września:
  - Anna Kasprzak, polska kick-bokserka
  - Dorota Pawnuk, polska prawnik, samorządowiec, burmistrz Strzelina
- 20 września:
  - Asia Argento, włoska aktorka, reżyserka i scenarzystka filmowa
  - Moon Bloodgood, amerykańska aktorka, modelka
  - Juan Pablo Montoya, kolumbijski kierowca wyścigowy
- 21 września:
  - Catherine Murphy, brytyjska lekkoatletka, sprinterka
  - Magda Steczkowska, polska piosenkarka, autorka tekstów
  - Kaisa Varis, fińska biegaczka narciarska
- 22 września:
  - Alessandra Merlin, włoska narciarka alpejska
  - Nicole Mladenis, australijska lekkoatletka, trójskoczkini
- 23 września:
  - Johan Cohen, francuski siatkarz
  - Kumiko Sakino, japońska siatkarka
  - Siergiej Tietiuchin, rosyjski siatkarz
- 24 września – Nikki Ziegelmeyer, amerykańska łyżwiarka szybka, specjalistka short tracku
- 25 września:
  - Daniela Ceccarelli, włoska narciarka alpejska
  - Mariusz Duda, polski muzyk, kompozytor, wokalista, członek zespołów: Riverside i Lunatic Soul
- 26 września:
  - Agnieszka Golemska, polska koszykarka
  - Mirjam Melchers, holenderska kolarka szosowa i przełajowa
  - Paweł Midloch, polski kajakarz, kanadyjkarz
  - Piotr Midloch, polski kajakarz, kanadyjkarz
- 28 września – Ana Brnabić, serbska polityk, premier Serbii
- 30 września:
  - Marion Cotillard, francuska aktorka
  - Marcin Kubsik, polski piłkarz
  - Laure Pequegnot, francuska narciarka alpejska
- 1 października – Grace Meng, amerykańska polityk, kongreswoman
- 2 października:
  - Chrisopiji Dewedzi, grecka lekkoatletka, skoczkini w dal i trójskoczkini
  - Ludwik Rakowski, polski polityk, samorządowiec, wicemarszałek województwa mazowieckiego, burmistrz Wilanowa
  - Wałentyna Szewczenko, ukraińska biegaczka narciarska
- 3 października – Alanna Ubach, amerykańska aktorka
- 4 października – Alessandro Mancini, sanmaryński polityk, kapitan regent San Marino
- 5 października:
  - Tatiana Grigorieva, australijska lekkoatletka, tyczkarka, modelka pochodzenia rosyjskiego
  - Parminder Nagra, brytyjska aktorka pochodzenia indyjskiego
  - Luís Pissarra, portugalski rugbysta
  - Kate Winslet, angielska aktorka
- 6 października:
  - DeMarco Johnson, amerykański koszykarz
  - Patrick Keeler, amerykański perkusista
  - Soňa Nováková-Dosoudilová, czeska siatkarka
  - Peter Pellegrini, słowacki polityk, premier Słowacji
  - Barnabás Steinmetz, węgierski piłkarz wodny
- 7 października – Agnieszka Szymura, polska judoczka
- 9 października:
  - Sean Lennon, amerykański muzyk, pisarz, autor piosenek oraz aktor
  - Aneta Łoś, polska judoczka
- 10 października:
  - Nunzia De Girolamo, włoska prawnik, polityk
  - Monika Kwiatkowska, polska aktorka
  - Karolína Peake, czeska prawniczka, polityk
  - Natalie Ramsey, amerykańska aktorka
- 12 października:
  - Gordana Jankułoska, macedońska polityk
  - Marion Jones, amerykańska lekkoatletka, sprinterka, koszykarka
  - Jorane, kanadyjska piosenkarka, wiolonczelistka, autorka tekstów
  - Robert Wardzała, polski żużlowiec, polityk, poseł na Sejm RP
- 15 października:
  - Joy Bisco, amerykańska aktorka pochodzenia filipińskiego
  - Akiko Higashimura, japońska mangaka
  - Ria Kataja, fińska aktorka
  - Denys Szmyhal, ukraiński ekonomista i menedżer, polityk, premier Ukrainy
- 16 października:
  - Giada Colagrande, włoska aktorka, reżyserka filmowa
  - Antonella Confortola, włoska biegaczka narciarska
  - Mimoza Kusari-Lila, kosowska ekonomistka, działaczka samorządowa, polityk
  - Kellie Martin, amerykańska aktorka, producentka telewizyjna
  - Eva Ortiz Vilella, hiszpańska działaczka samorządowa, polityk, eurodeputowana
- 17 października:
  - Patrycja Bereznowska, polska lekkoatletka, biegaczka długodystansowa
  - Anne Kremer, luksemburska tenisistka
  - Milagros Moy, peruwiańska siatkarka
  - Marcin Nowak, polski siatkarz
  - Despina Olimbiu, cypryjska piosenkarka
  - Samuel Slovák, słowacki piłkarz
  - Adrián Terrazas-González, meksykański muzyk, członek zespołu The Mars Volta
  - McLain Ward, amerykański jeździec sportowy
- 18 października – Amanda D'Rozario, australijska zapaśniczka
- 19 października:
  - Adam Badowski, polski grafik, przedsiębiorca
  - Hilde Gerg, niemiecka narciarka alpejska
  - Adam Kałaska, polski przedsiębiorca, samorządowiec, polityk, poseł na Sejm RP
  - Viorica Susanu, rumuńska wioślarka
- 20 października:
  - Piotr Guział, polski polityk, samorządowiec
  - Nadine Kleinert, niemiecka lekkoatletka, kulomiotka
  - Marzena Michalska, polska lekkoatletka, biegaczka długodystansowa
- 23 października – Manuela Velasco, hiszpańska aktorka, prezenterka telewizyjna
- 25 października:
  - Viola Brzezińska, polska piosenkarka, kompozytorka, autorka tekstów
  - Zadie Smith, brytyjska pisarka
- 26 października:
  - Tammy Cleland, amerykańska pływaczka synchroniczna
  - Sean Harris, amerykański kulturysta (zm. 2017)
  - Andreea Pelei, rumuńska szablistka
- 27 października – Tamer Abdel Hamid, norweska piosenkarka
- 30 października:
  - Ian D’Sa, brytyjski gitarzysta, członek zespołu Billy Talent
  - Bisco Hatori, japońska mangaka
  - Teri Steer, amerykańska lekkoatletka, kulomiotka
- 31 października:
  - Olabisi Afolabi, nigeryjska lekkoatletka, sprinterka
  - Fabio Celestini, szwajcarski piłkarz pochodzenia włoskiego
  - Victoria Ravva, francuska siatkarka pochodzenia gruzińskiego
  - Mary Sauer Vincent, amerykańska lekkoatletka, tyczkarka
  - Aaron Shust, amerykański muzyk, piosenkarz
  - Johnny Whitworth, amerykański aktor
- 1 listopada – Łukasz Kruczek, polski skoczek narciarski, trener
- 3 listopada – Alexander De Croo, belgijski i waloński polityk, przedsiębiorca, premier Belgii
- 4 listopada – Heather Tom, amerykańska aktorka
- 5 listopada:
  - Crispina Correia, kabowerdyjska koszykarka
  - Sidonia Jędrzejewska, polska polityk, eurodeputowana
  - Grzegorz Kotyłło, polski dziennikarz, muzyk, wokalista, kompozytor, autor tekstów, członek zespołu Tipsy Train
  - Ryszard Pilarczyk, polski lekkoatleta, sprinter
  - İlahə Qədimova, azerska szachistka
  - Trecia Smith, jamajska lekkoatletka, trójskoczkini
  - Velvet, szwedzka piosenkarka
- 8 listopada:
  - Dawit Gwaramadze, gruziński piłkarz, bramkarz
  - Francia Jackson, dominikańska siatkarka
  - Brevin Knight, amerykański koszykarz
  - José Manuel Pinto, hiszpański piłkarz, bramkarz
  - Tara Reid, amerykańska aktorka
  - Kenji Sakaguchi, japoński aktor
- 9 listopada:
  - Agnė Širinskienė, litewska prawnik, wykładowczyni akademicka, polityk
  - Zhang Yuehong, chińska siatkarka
- 11 listopada:
  - Violeta Alexandru, rumuńska politolog, polityk
  - Angélica Vale, meksykańska aktorka, piosenkarka
  - Andrzej Wnuk, polski przedsiębiorca, samorządowiec, prezydent Zamościa
- 12 listopada:
  - Kiara Bisaro, kanadyjska kolarka górska
  - Nina Berosz, izraelska modelka
  - Katherine Grainger, brytyjska wioślarka
  - Jarosław Strzała, polski aktor
  - Adam Szabat, polski piosenkarz, kompozytor, autor tekstów piosenek, pisarz
- 13 listopada:
  - Szymon Brzeziński, polski muzyk, kompozytor, aranżer, producent muzyczny
  - Aisha Hinds, amerykańska aktorka
  - Sarah Pitkowski, francuska tenisistka
- 14 listopada – Gabriela Szabó, rumuńska lekkoatletka, biegaczka długodystansowa pochodzenia węgierskiego
- 15 listopada – Aleksandra Staszko, polska kostiumografka filmowa
- 16 listopada:
  - Katia Benth, francuska lekkoatletka, sprinterka
  - Piggy D., amerykański gitarzysta, basista, członek zespołów Wednesday 13 i Rob Zombie
  - Jakub Kumoch, polski politolog
  - Dariusz Solnica, polski piłkarz
- 17 listopada:
  - Kinga Baranowska, polska himalaistka, zdobywczyni dziewięciu ośmiotysięczników
  - Magdalena Bogdziewicz, polska urzędniczka państwowa, dyplomatka
  - Patrick De Napoli, szwajcarski piłkarz
  - Takayo Kondo, japońska lekkoatletka, tyczkarka
  - Ewan MacDonald, szkocki curler
  - Gerardo Roschini, włoski DJ i producent
- 18 listopada:
  - Carmen Țurlea, rumuńska siatkarka
  - Renée Varsi, meksykańska aktorka
  - Jason Williams, amerykański koszykarz
- 19 listopada:
  - Ricardo Garcia, brazylijski siatkarz
  - Rollergirl, niemiecka piosenkarka
  - Sushmita Sen, indyjska aktorka, zwyciężczyni konkursów piękności
- 23 listopada:
  - Małgorzata Bassa-Roguska, polska judoczka i zapaśniczka
  - Daniele Orsato, włoski sędzia piłkarski
- 24 listopada:
  - Kristina Koznick, amerykańska narciarka alpejska pochodzenia polskiego
  - Agnieszka Leonowicz, polska piłkarka
- 25 listopada:
  - Jeff Butcher, kanadyjski tłumacz, dziennikarz, menadżer (zm. 2018)
  - Agata Diduszko-Zyglewska, polska dziennikarka, publicystka, działaczka społeczna i samorządowa
  - Agnieszka Kaczmarska, polska działaczka polityczna i samorządowa, szef Kancelarii Sejmu
- 26 listopada:
  - Jarosław Antoszczyk, polski aktor, reżyser filmowy
  - Damian Drobik, polski piłkarz ręczny, trener, menedżer
  - Adam Leszczyński, polski historyk, socjolog, dziennikarz, publicysta
  - Marinette Pichon, francuska piłkarka
- 27 listopada:
  - Sławomir Paluch, polski piłkarz
  - Edita Pučinskaitė, litewska kolarka szosowa
  - Paweł Strzelecki, polski kompozytor, muzykolog
  - Mette Vestergaard, duńska piłkarka ręczna
  - Jakub Wandachowicz, polski basista, kompozytor, autor tekstów, członek zespołów: Cool Kids of Death i NOT
- 28 listopada – Ekaterina Dafowska, bułgarska biathlonistka
- 30 listopada:
  - Erika Bello, włoska wioślarka
  - Rosey Fletcher, amerykańska snowboardzistka
  - Agnieszka Glińska, polska montażystka filmowa
  - Joanna Horodyńska, polska modelka, stylistka telewizyjna
  - Mindy McCready, amerykańska piosenkarka country (zm. 2013)
  - Mehrdad Minawand, irański piłkarz (zm. 2021)
  - Sonia Prina, włoska śpiewaczka operowa (kontralt)
  - Linda Wagenmakers, holenderska piosenkarka, aktorka
- 2 grudnia:
  - Chemda Khalili, amerykańska piosenkarka, autorka tekstów pochodzenia iracko-irańskiego
  - María José Torrealba, chilijska lekkoatletka, tyczkarka
- 3 grudnia:
  - Natalija Borysenko, ukraińska piłkarka ręczna
  - Małgorzata Sadurska, polska polityk, poseł na Sejm RP
  - Pernille Vermund, duńska architekt, polityk
- 5 grudnia:
  - Adam Kępiński, polski przedsiębiorca, polityk, poseł na Sejm RP
  - Sofi Marinowa, bułgarska piosenkarka pochodzenia romskiego
  - Masumi Ono, japońska lekkoatletka, tyczkarka
  - Ronnie O’Sullivan, angielski snookerzysta, pięciokrotny mistrz świata
  - Paula Patton, amerykańska aktorka
- 6 grudnia – Mia Love, amerykańska polityk, kongreswoman ze stanu Utah
- 7 grudnia:
  - Bianca-Miruna Gavriliță, rumuńska lekarka, działaczka samorządowa, polityk
  - Magda Parus, polska pisarka, tłumaczka
  - Denise Zich, niemiecka aktorka, piosenkarka
- 8 grudnia – Ana Stanić, serbska piosenkarka
- 9 grudnia – Sonia Bohosiewicz, polska aktorka, artystka kabaretowa i piosenkarka
- 10 grudnia:
  - Renata Kijowska, polska dziennikarka radiowa i telewizyjna
  - Olga Woźniak, polska dziennikarka naukowa
- 13 grudnia – Bahar Mert, turecka siatkarka
- 14 grudnia:
  - Tamecka Dixon, amerykańska koszykarka
  - Krzysztof Kłosowski, polski przedsiębiorca, polityk, poseł na Sejm RP
- 15 grudnia:
  - Anna Kimonos, cypryjska gimnastyczka
  - Agnieszka Pogródka-Węcławek, polska funkcjonariuszka BOR (zm. 2010)
- 17 grudnia – Milla Jovovich, amerykańska aktorka, piosenkarka i modelka pochodzenia serbskiego
- 18 grudnia:
  - Mara Carfagna, włoska polityk
  - Bartosz Danowski, polski pisarz, autor książek informatycznych
  - Daniel Florea, rumuński piłkarz
  - Kirsten van der Kolk, holenderska wioślarka
  - Ewa Kutynia, polska aktorka
  - Sia, australijska piosenkarka, autorka piosenek
- 19 grudnia:
  - Lotte van den Berg, holenderska reżyserka, happenerka, performerka
  - Winarni Binti Slamet, indonezyjska sztangistka
  - Claire Cox, brytyjska aktorka
- 21 grudnia:
  - Magdalena Kobiela, polska siatkarka
  - Charles Michel, belgijski polityk, premier Belgii
  - Katiuska Pérez, kubańska lekkoatletka, tyczkarka
  - Nida Vasiliauskaitė, litewska filozof, publicystka, feministka
- 22 grudnia:
  - Crissy Moran, amerykańska aktorka pornograficzna
  - Agnieszka Ścigaj, polska socjolog, polityk, poseł na Sejm RP
- 23 grudnia – Adam Konkol, polski muzyk rockowy, członek zespołu Łzy
- 27 grudnia – Heather O’Rourke, amerykańska aktorka (zm. 1988)
- 29 grudnia – Sławomir Kopyciński, polski polityk
- 30 grudnia – Tiger Woods, amerykański golfista

## Zdarzenia astronomiczne
- 24 maja – zaćmienie Księżyca
- 18 listopada – zaćmienie Księżyca

## Nagrody Nobla
- z fizyki – Aage Niels Bohr, Benjamin Mottelson, James Rainwater
- z chemii – John Warcup Cornforth, Vladimir Prelog
- z medycyny – David Baltimore, Renato Dulbecco, Howard Temin
- z literatury – Eugenio Montale
- nagroda pokojowa – Andriej Sacharow
- z ekonomii – Leonid Kantorowicz, Tjalling Koopmans

## Święta ruchome
- Tłusty czwartek: 6 lutego
- Ostatki: 11 lutego
- Popielec: 12 lutego
- Niedziela Palmowa: 23 marca
- Pamiątka śmierci Jezusa Chrystusa: 27 marca
- Wielki Czwartek: 27 marca
- Wielki Piątek: 28 marca
- Wielka Sobota: 29 marca
- Wielkanoc: 30 marca
- Poniedziałek Wielkanocny: 31 marca
- Wniebowstąpienie Pańskie: 8 maja
- Zesłanie Ducha Świętego: 18 maja
- Boże Ciało: 29 maja